# Поим (Пензенская область)
Пои́м (Никольское или Поим-Никольское по имени церкви во имя св. Николая Чудотворца, построенной в 1757 году) — село в Белинском районе Пензенской области России. Административный центр Поимского сельсовета. Исторический центр старообрядчества и одно из самых старых сел Пензенского региона. В начале XX века Поим — одно из крупнейших сел Пензенской губернии, число жителей доходило до 13 800 человек.
Расположен на реке Поим, а также его притоке Качетверть, в 21 км к северо-западу от города Белинского  и 147 км от Пензы  по трассе Р209.
Площадь села — 4 км². Население — 2208 чел. (2022).

## Этимология
Село именуется по названию реки Поим (правый приток реки Ворона длиной 49 км), по обоим берегам которой оно расположено.
Как место сбора меда («бортных ухожаев») мордвы упоминается в 1623 году: «Бортной Коварской ухожей.., вверх по Вороне по обе стороны, по речку по Поим и вверх по Поим левая сторона».
По одному преданию, река названа так потому, что в ней поили коней. По-другому — само село отличалось грабежами («Поедет купец в Поим на базар, а обратно не возвратится: разбойники его на дороге Поимают»).
Большинство краеведов указывают, что Поим имеет мордовское название: пою — «осина», окончание «-м» является устаревшим показателем прилагательного в мордовских языках: Осиновая, Осиновка.

## Физико-географическая характеристика

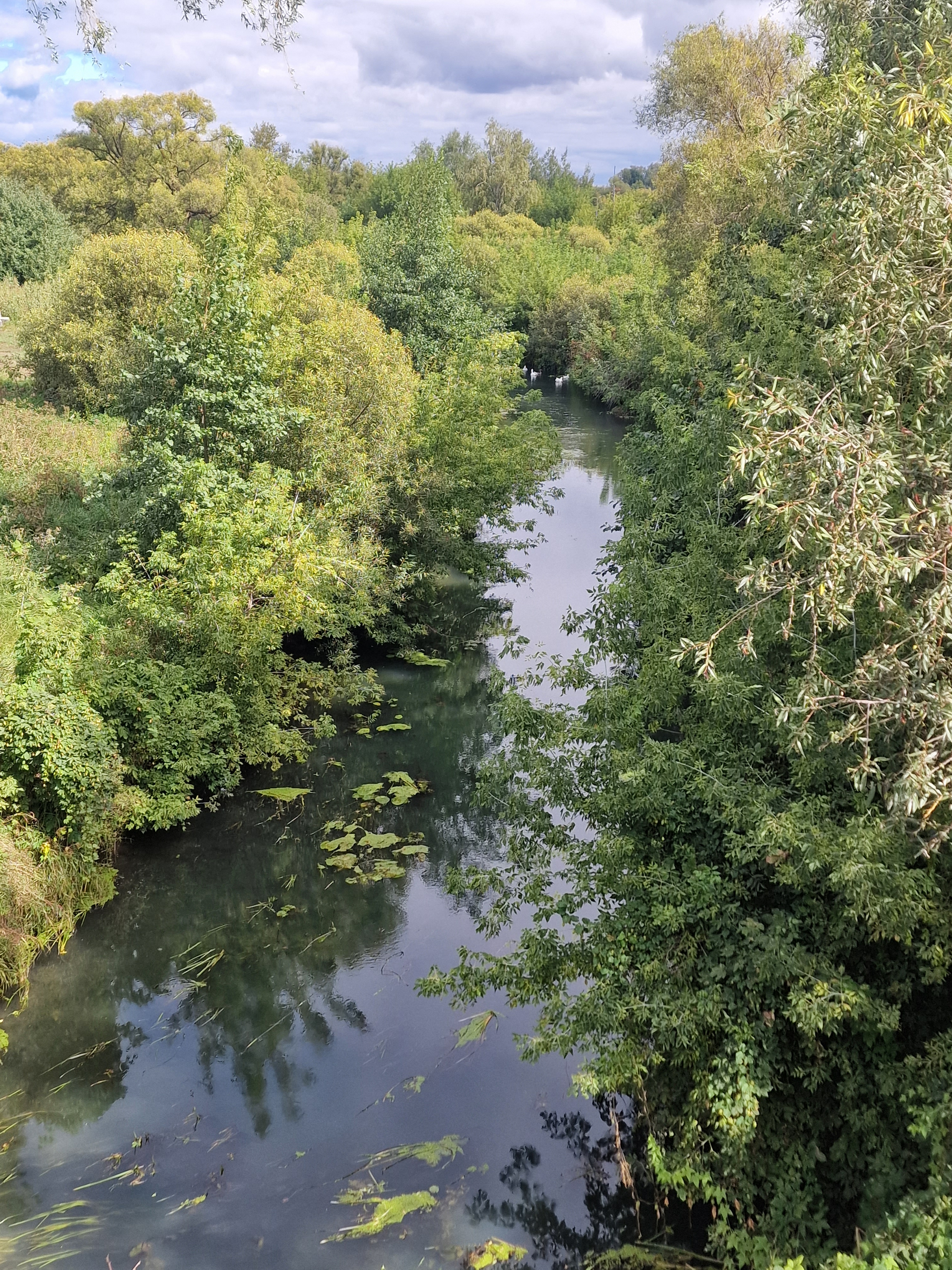
Река Поим

### Речная система
Река Поим берет свое начало у села Глебовка Башмаковского района, длина ее 43 километра. В селе Поим и в местности вокруг него есть несколько родников. Они питаются водами водоносных горизонтов коренных пород. Вода в них хорошая, питьевая.

### Почва
Неоднородность рельефа и связанные с этим микроклиматические особенности обусловили значительную пестроту почв в селе и вокруг него.
Краевед П. В. Зимин в рукописи «История Чембарского края» подчеркивает: «В селе Поим — подзолистые почвы».
Карта «Почвы совхоза Поимский» свидетельствует о том, что почвы пашни хозяйства представлены черноземом выщелочным (3478 га, 94,3 %), аллювиально-луговой почвой (80 га, 2,2 %) глинистого и тяжело-глинистого гранулометрического состава, сенокосы представлены черноземом выщелочным глинистого гранулометрического состава.

### Флора
Поим окружает лесостепной ландшафт.
Лесной массив сложен. Среди дубрав различаются чистые дубняки, дубравы с примесью липы, с примесью березы, ясеня, ильма и т. д. Лиственный лес многоярусный: самые высокие — 2-3 яруса — древесные, под ними ярус подлеска из кустарников (лещина, бересклет бородавчатый, жимолость, крушина и др.) и травянистый ярус, состоящий из осок, звездчатки, медуницы, фиалки удивительной, земляники, папоротников и других трав. В пойме реки Поим и по её долине встречаются целые заросли из разных видов калины, ивы, черемухи.
В настоящее время площади сосновых лесов увеличиваются за счет искусственных насаждений.
Степная растительность многообразна. Можно встретить злаковые (костер береговой, овсец, типчак) и разнотравье (девясил, люцерна, шалфей, коровяк, осока приземистая и прочие). На более сухих и теплых склонах встречаются ковыли, на степных участках растут и степные кустарники (вишня степная, терн, шиповник). Поименные луговые участки сейчас сильно сокращены, распаханы, а оставшиеся луга заросли чертополохом, подорожником, щавелём, хвощом.
В окрестностях Поима немало растений, дающих дубильные вещества (ива, дуб), красильных растений (барбарис, пупавка красильная, хвощ полевой), эфиромасличных (ландыш майский, тысячелистник, мята, валериана), лекарственных (горицвет, белена, болиголов, девясил, донник желтый, калина, зверобой и другие).

### Фауна
В настоящее время облик растительного покрова сильно изменился, в связи с этим произошли изменения и в животном мире. Резко уменьшилась численность животных. Многие из них находятся на грани исчезновения (лось, медведь, волк, выхухоль), редко встречаются ондатра, енот, барсук, куница.
В лиственных лесах много птицы. Оседлы: глухарь, рябчик, щегол, ястреб-тетеревятник, филин, сова серая. В апреле-мае прибывают перелетные птицы: горлицы, соловьи, овсянки, зяблики, грачи, кукушки.
В сосновых лесах обитают белки, куницы, мыши-полевки, зайцы-беляки. Птицы в хвойных лесах малочисленны: сойка, синица, синяя мухоловка, зяблик, пестрый дятел, ушастая сова, ястреб. Встречается в лесах и ядовитая змея-гадюка обыкновенная. Длина ее до 80 сантиметров. Бывают гадюки черные, пепельно-серые и буро-серые с темной полосой вдоль спины. Много ужей водится возле водоемов. У них на голове желто-оранжевое пятно. Уж не ядовит. Не ядовита и медянка — змея грязного зеленовато-бурого цвета с темным пятном на затылке и туловище.
Из насекомых много муравьев, встречаются жужелицы, наездники. На полях и лугах животный мир беднее. Обычен степной хорек, лисица, заяц-русак. Из птиц характерны: полевой канюк, коростель, жаворонок, перепела. В реке обитают: щуки, окуни, сазаны, язи, налимы, голавли, плотва, ерши, пескари. Почти исчезли ценные рыбы; судак, сом, лещ, стерлядь, форель.

## История Поима и Поимского края

### Древние памятники в окрестностях Поима

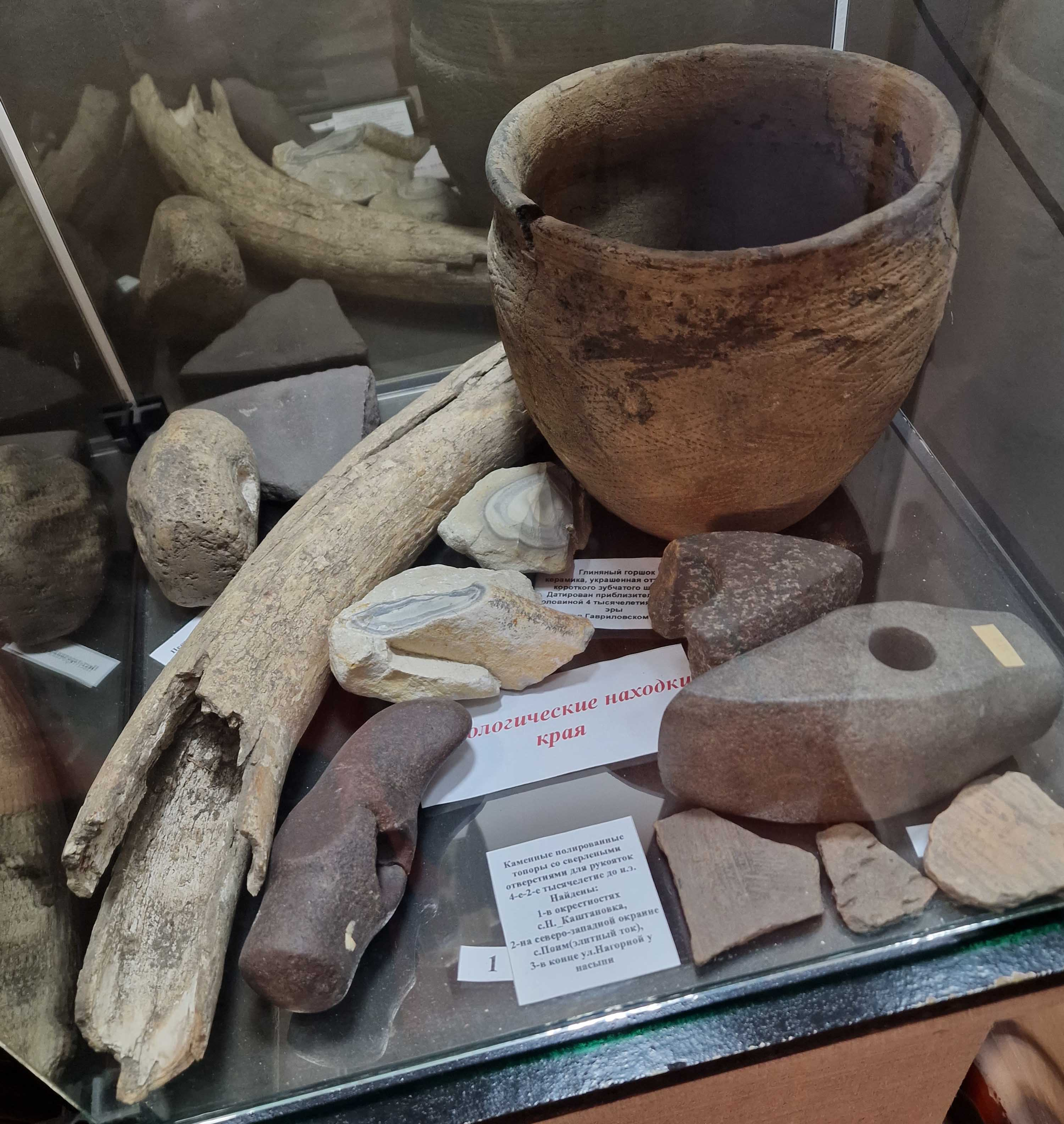
Поимские археологические раскопки

Первые открытия древних памятников принадлежат экспедиции Государственного исторического музея России под руководством М. Е. Фосс. В 1951 году на вновь выявленных селищах, в том числе и в окрестностях села Поим (торфянник «Горелый гай»), были обнаружены культурный слой, каменные песты, обломки шлифовальных плит, керамика срубной культуры.
В 1985 году археологическую разведку курганов в Белинском районе провела В. Г. Миронова. Она сделала описание десяти одиночных курганов, расположенных на водоразделах рек Ворона, Поим и Чембар близ сел Поим, Агапово (бывшее), Загибалиха, Марьевка, Похвистнево, Ширяево. Археологическим раскопкам они не подвергались. Все они могут быть датированы II тысячелетием до н. э.
В 1998—2000 гг. экспедиции Пензенского государственного краеведческого музея и Поимской местной общественной организации — Детского туристско-краеведческого клуба «Пилигрим» (юридически не действует с 26.06.2007 г., но фактически продолжает свою работу) под руководством ученого В.В. Ставицкого продолжили поиск новых памятников в бассейнах рек Ворона, Поим, Чембар, Сюверня и других. В ходе экспедиций исследованы более 25 древних поселений, большинство из которых были открыты впервые. Древнейшие стоянки обнаружены в районе слияния рек Чембар и Вороны, здесь были найдены ранненеолитические фрагменты керамики, украшенные оттисками короткого зубчатого штампа, и фрагменты керамики эпохи развитого неолита. Предварительно их можно датировать второй половиной IV тысячелетия до нашей эры.
Здесь же найдены кварцитовый наконечник стрелы и несколько кремневых и кварцитовых отщепов.
Стоянки с древнейшей неолитической керамикой, которые датируются VI тысячелетием до нашей эры, были открыты также у села Можаровки и озера Кипец Тамбовской области.
Древнее население передвигалось с юга вверх по реке Ворона, доходило до Белинского края, а затем, преодолев водораздел, попадало в бассейны рек Мокша и Вад, где нашли стоянки с аналогичной керамикой.
Таким образом, о появлении людей в IV—II тысячелетиях до нашей эры в пойме реки Ворона и ее притоков свидетельствуют неолитические стоянки. Жили они в землянках, которые устраивали вблизи воды на песчаных дюнах и возвышениях.
Занимались в основном охотой и рыболовством. В качестве орудий использовали кремневые долота, резцы, проколки, скребки, ножи, наконечники. Большое распространение получило изготовление каменных топоров и глиняной посуды с орнаментом и без него.
Бронзовый век пришел на данную территорию во II тысячелетии до нашей эры, на что указывают выявленные поселения абашевской, срубной, и поздняковской археологических культур.
У сел Невежкино и Корсаевка обследованы поселения с типичной керамикой доноволжской абашевской культуры. На корсаевском поселении также найдены фрагменты керамики, украшенные выпуклинами и отпечатками перевитой веревочки, характерные для посуды раннего периода поздняковской культуры (подобная керамика обнаружена в Пензенской области впервые). Многочисленные находки сделаны на поселениях срубной культуры. Срубники строили свои жилища на террасах, где после них остался культурный слой, насыщенный керамикой, костями животных, орудиями труда, в том числе пестами-терочниками, обломками шлифовальных плит. Это подтверждает вывод о том, что племена срубной культуры жили оседло и занимались не только разведением животных, но и мотыжным земледелием. От времен срубной культуры до наших дней дошли многочисленные курганы. Особого внимания заслуживают фрагменты керамики позднесрубного времени с валиковым орнаментом, найденные у села Корсаевка.
Ранний железный век в Пензенской области охватывал период с V века до н. э. до II века до н. э. Он представлен в крае племенами Городецкой археологической культуры, жившими на поселении Усть-Северня и оставившими в культурном слое черепки посуды, орнаментированные рогожным и сетчатым отпечатками. Племена этой культуры жили родовыми поселками в укрепленных городищах. Часто люди предпочитали селиться на издревле обжитых местах. Так, например, на песчаном останце у села Корсаевка, где некогда располагалось поселение абашевской культуры (середина II тыс. до н. э.), найдены также фрагменты керамики с рогожным орнаментом раннего железного века.
На основании материалов, полученных в результате проведенных исследований, можно сделать вывод о том, что на территории Пензенской области (Белинского района) по реке Ворона и ее притокам проживали племена, принадлежавшие к различным археологическим культурам. Прикосновение и взаимовлияние их, по всей видимости, и привели к возникновению в I тысячелетии древней мордвы, которая впоследствии и стала исконным населением части края.

### Досоветский период. Колонизация Поимского края и его развитие
В XVIII веке, с началом русской колонизации края (в границах современной Пензенской области), развернулось строительство засечных черт, острогов, городов-крепостей. Возникают Керенск (Вадинск), Нижний и Верхний Ломов, Атемар и другие опорные пункты. Осваиваются земли, дарованные служилым людям — дворянам, боярским детям, государственным чиновникам. Помещики переселяют сюда своих крестьян из прежних поместий, основывая новые селения.
Село Никольское (Поим) было основано в 1713 году князем Алексеем Михайловичем Черкасским, когда он переселил сюда 1685 своих крепостных крестьян из Нижегородского (175 семей), Михайловского (65 семей), Арзамасского (55 семей) и других уездов (Саранского, Епифанского и Симбирского, всего 27 семей).
С 1743 года село Поим становится вотчиной графов Шереметевых (переходит в качестве приданного единственной дочери князей Черкасских, Варвары Алексеевны, вышедшей замуж за графа Петра Борисовича Шереметева). Сами графы в Поиме никогда не жили, а крестьяне находились на оброке, то есть барщины в виде обязательной отработки тут не было.
В 1790 году в Поиме было 200 дворов, деревянная церковь, господский дом и 10 торговых лавок. Поимская земля представляла собой смесь чернозема и песка. Она давала средние урожаи хлебов и трав. В конце XVIII века наряду с хлебопашеством широкое развитие в Поиме получили крестьянские промыслы  и торговля.
С конца XVII века это место считалось одним из крупнейших прибежищ беглых крестьян, которые жили здесь по образцу государственных крестьян (имели выборные органы). В одном только 1733 году сюда бежали 1263 крестьянина из вотчин Черкасских, Нарышкиных, Разумовских и других помещиков. До 1730-х годов крестьяне Поима фактически не знали помещичьей власти (в 1727 году Черкасский жаловался в Сенат, что они ему ничего не платят и приказчиков его прогоняют). В 1733 году после челобитной А. М. Черкасского в Поим прибыла Сенатская экспедиция во главе с офицером Зиновьевым. Он разорил жилища беглых крестьян и пытался отвезти на прежние места жительства. Но по пути крестьяне разбежались и вернулись в Поим. В 1737 году вновь прибыла сыскная экспедиция Зиновьева, но история повторилась. Наконец, в 1752 году Сенат разрешил остаться беглым крестьянам в Поиме, «дабы более те крестьяне по разным местам не шатались».
В 1722 — 1746 годах из Поима выделились деревни Самодуриха, Агапиха, Митрофаниха, Котиха, Топориха, Белозерки, Поганка (Шереметьево).
Поимское вотчинное правление возглавляли приказчики или управляющие. Так с 1855 по 1871 год по документам прослеживаются приказчиками: Попов, Ильин, Леонтьев, а управляющими — Ладыженский, Блюмер.
Власть свою они осуществляли согласно инструкции. Инструкция общая, касающаяся всех вотчин, состояла из 20 пунктов. Основное, что должен был делать приказчик — это творить суд и расправу над крестьянами, обеспечивать сбор с крестьян помещичьих оброков, следить за крестьянами, чтобы они станов у себя воровским людям не держали и сами бы не воровали, и беглых не принимали.
Скорее всего крестьяне Поимской вотчины были на оброчной системе, как и крестьяне других сел Чембарского уезда  (Тарханы, например). При оброчной системе хозяйства пахотная земля помещика передавалась для обработки крестьянам и составляла их наделы.
В XVII — первой половине XVIII века оброк с крестьян в основном был натуральным, а с 1752 по 1764 годы натуральный оброк пересчитывается на деньги. В Поимской же вотчине, где были развиты ремесла и промыслы, он составлял 2-3 руб. Таким образом, оброк брался с учетом местных условий и в промышленных вотчинах в значительно большем размере.
Графы Шереметевы много внимания уделяли заботам о повышении доходности Поимской вотчины. Крестьяне Поима имели крепкие хозяйства и жили зажиточно. Многие из них имели крепкие каменные дома и торговые лавки, трактиры, кабаки. Шереметевы понимали, что доходность их имений зависит от доходности крестьянских хозяйств.
В 1757 году построена церковь во имя св. Николая Чудотворца (отсюда церковное название села — Никольское). К концу XVIII века село известно как «знатное по всей округе торговлею и рукоделием», в составе Чембарского уезда. Развивался кожевенный промысел, поставлялась обувь для армии. Крупный торговый центр региона, по своему значению не уступал уездному г. Чембару (Белинскому).
Жители Поима неоднократно принимали участие в протестных акциях. Во время восстания Е.И. Пугачева в селе был создан повстанческий отряд.
В 1861 году крестьяне приняли участие в восстании за полную и немедленную отмену крепостного права (центр восстания находился в селе Кандиевке), прекратили ходить на барщину, разобрали господский хлеб и инвентарь. Восстание было подавлено карательным отрядом генерала А.М. Дренякина.
После крестьянской реформы 1861 года Шереметевы сохранили за собой подавляющую часть земли. После смерти Д. Н. Шереметева вотчина досталась его младшему сыну известному меценату Александру Дмитриевичу. В 1907 году он продал половину имения в Крестьянский поземельный банк. При этом немало уговаривали безземельных крестьян покупать участки. Как свидетельствует пензенский землеустроитель Н. Ф. Быстров, все увещевания ликвидаторов, землеустроителей и других начальников не имели успеха. В результате почти вся проданная часть имения отошла переселенцам из Тамбовской губернии.
В начале XX века Поим — одно из крупнейших сел Пензенской губернии. В 1912 в нем было 9 мельниц, 16 маслобоек и просорушек, 2 овчинных завода, 30 кузниц, 5 кирпичных и поташных (мыльных) заводов, 8 пекарен, 2 трактира, 2 винные лавки, 5 пивных, 5 школ, 3 церкви. Из 1 620 дворов верёвочным промыслом занимались 1 002, сапожным — 339. В 1917 действовало одно из крупнейших в губернии Общество потребителей с годовым оборотом 63213 руб.

### Поим в советское время
Советская власть в селе Поим была установлена 20 февраля 1918 года мирным путем. Декрет о Земле, принятый 26 октября (7 ноября) 1917 г., крестьянство Поима приняло с восторгом.
Хотя в дальнейшем, как и на всей территории России, селяне были обмануты большевиками и вместо мирного пользования землей получили продразверстку и грабежи времен военного коммунизма и коллективизации, разорившей успешные хозяйства и промыслы села.
Особенность Поима в том, что вместо широкого землепашества это был преимущественно мастеровой край. Поим — село ремесленников, кустарей и купечества, деятельность которых плохо встраивалась в советскую систему.
Фактически террор против поимского купечества был начат уже в 1918 году, когда расстреляли 48 купцов-селян. В дальнейшем террор и репрессии селян продолжались все 1930-е годы. Результатом истребления населения стало сокращение его численности вдвое за несколько лет.
7 августа 1918 года началось восстание крестьян села под левоэсеровскими лозунгами. Оно было подавлено большевиками.
В августе 1920 года — июне 1921 года Поим оказался практически в эпицентре Тамбовского восстания («Антоновщина») против коммунистов. Однако в Поим антоновцам зайти не удалось.
После разрушительных последствий Гражданской войны, вызванной захватом власти большевиками, последовал голод 1921 — 1922 годов. Поим не был в эпицентре этих ужасных событий, но времена были непростые, и благосостояние селян не росло. Инфекционная катастрофа в России в 1918 — 1921 годах, вызванная Гражданской войной, привела к тому, что много селян умерло от тифа и холеры.
После победы в Гражданской войне был взят курс на коллективизацию русского села.
В Поиме Никольско-Поимская трудовая земледельческая артель была создана еще в апреле 1918 г. В уставе ее написано: основное занятие — хлебопашество, количество вошедших семей — 9, работоспособных мужчин — 12, работоспособных женщин — 12, неработоспособных (стариков 5, детей 18), организаторы: Медведев (секретарь), Осокин (казначей), Швецов (председатель). массовой по числу участников эта затея не стала.
19 марта 1919 г. одним из первых в Пензенской губернии был образован в Поимской волости Чембарского уезда Никольско-Поимский совхоз. Организаторами его были Денисов Василий Иванович и Барышев Андрей Федорович.
25 декабря 1925 г. возникло «Поимское сельскохозяйственное товарищество «Улей», а 5 июня 1926 г. образовалось еще сельскохозяйственное товарищество «Пробуждение». Просуществовали они по несколько лет, а затем распались.
В 1925 г. создается многопромколхоз, который объединяет не только хлебопашцев, но и мастеров-ремесленников. Председателем его был П.И. Лукьянов. В 1927 году многопромколхоз был распущен. С 1929 года в стране начинается массовая коллективизация и в Поиме, создаются новые колхозы:
- Имени Калинина — председатели: Мартынов А., Чекмарев Я.С., Рыбаков П.Г., Панов Ф.И.;
- «Коминтерн» — председатели: Робастов В.И., Коросткин Г.С., Швецов П.А., Арапов, Ф.И. Киреев;
- «Карла Маркса» — председатели: Мусатов В.Н., Соколов Х.С.,
- «Заветы Ильича» — председатели: Хорошева Е.Г., Кутлинский Ф.С., Панов И.Н., Бренделев И.И., Танцырев Я.Г., Хорошев И.М.

Коллективизация не была добровольной. Личная собственность передавалась в колхозную, а результаты труда колхозников переводились в собственность государства. Коллективизация крестьян Поима сопровождалась жестокостью и насилием, о чем свидетельствуют документы:
- письмо М.И. Калинина от 19 апреля 1930 года в Пензенский окрисполком о неправильном раскулачивании крестьян в Поимском районе;
- фотография траурного митинга в день похорон пяти активистов, погибших при усмирении «бунта» в Топорихе, который произошел в 1931 году (тогда было убито 5 советских работников).[13]

Все это говорит о том, что многие поимчане не хотели принимать коллективизацию и сопротивлялись ее насильственному характеру.
Настоящей катастрофой для села стала советско-нацистская война. По данным Поимского историко-архитектурного музея, на войне погибло около 1500 человек, преимущественно мужчин. В 1939 году в Поиме проживало 6650 человек. Половина мужского населения погибла в годы войны.
Точная цифра погибших до сих пор не установлена, поскольку в советское время поимский военкомат горел (вместе с личными делами погибших), а кроме того, на войну сбегали сельские мальчишки, мстить за отцов, и тоже гибли в первом бою. 
В дальнейшем от этого удара село уже не смогло оправиться, а его население сократилось в 3 раза к 2022 году. Эти печальные демографические процессы — следствие войны, которая привела к сужению демографической пирамиды, обезлюдиванию.
Во время войны и после нее, в 1946-1947, в Поиме снова случился голод. Первоначальный дефицит рабочих рук (из-за военных смертей), скота и техники был усугублён засухой и экономической политикой руководства СССР. Число смертей поимчан из-за послевоенного голода оценить сложно, но сюда добавляются ранние смерти из-за болезней и не родившиеся.
В 1952 г. в было начато укрупнение колхозов (в том числе потому, что было мало тех, кто мог там работать). В Поиме из 4 колхозов был создан один — «Путь Ленина», председателями его были: Рябушкин Григорий Михайлович, Хорошев Иван Михайлович, Досаева Анна Павловна, Роганов Константин Александрович.
В 1960 г. колхоз «Путь Ленина» был реорганизован в совхоз с названием «Поимский». Он был укрупнен за счет колхозов сел Поима, Ушинки, Топорихи, Невежкино. Новый совхоз им. Шарова имел уже 25000 га пашни. Было организовано 8 отделений с центром в с. Поим. Директором во вновь организованный совхоз был назначен Фомин Владимир Александрович. В марте 1965 г. совхоз был разделен на два: совхоз «Поимский» с центром в с. Поим и совхоз им. Шарова с центром в с. Невежкино. Директором совхоза «Поимский» остался В. А. Фомин. В 1974 г. совхоз «Поимский» был разделен еще на два совхоза. Отделился совхоз «Вишенный», куда отошли села: Топориха (центр нового совхоза), Ушинка, поселки Вишенный, Гремячий, Режа.
В совхозе «Поимский» остались села Поим и Шарово. Весной 1983 г. от совхоза «Вишенный» отошел к совхозу «Поимский» поселок Вишенный с площадью земли в 1300 га.
Директором совхоза «Поимский» с марта 1974 г. назначен Владимир Михайлович Наянов, работавший в нем главным агрономом. Совхоз «Поимский» занимался семеноводством зерновых культур, откормом молодняка крупного рогатого скота, производством молока, выращиванием сахарной свеклы и других сельскохозяйственных культур. Площадь пахотной земли его составляла 7337 га, площадь долголетних культурных пастбищ — 600 га. В состав хозяйства входили два отделения и четыре бригады.
В январе 1986 г. совхоз «Поимский» опять делят на два совхоза. Отделенные поселки Шарово и Вишенный образовали новый совхоз «Овражный».
Совхоз «Поимский» на последней стадии своего существования имел: 
- молочно-товарных ферм — 2 на 600 коров;
- откормочный комплекс крупного рогатого скота — 1 на 120 голов;
- машинно-тракторная мастерская — 1 на 140 рем. мест;
- зернохранилище — 1 на 800 тонн;
- механический, ток — 1 площадью 1,3 га;
- складов прочих — 6;
- конюшня — 1;
- пилорама — 1.[15]

После начала перестройки и распада СССР поимское сельское хозяйство не смогло адаптироваться к рынку. 6 апреля 1999 года совхоз «Поимский» был преобразован в муниципальное унитарное предприятие «Поимское». В связи с уходом на пенсию В.М. Наянова, директором МУП «Поимское» назначен Ухин Николай Васильевич.
23 августа 2000 г. последовало решение сельского комитета самоуправления Поимской администрации о разделении МУП «Поимское» на две части. Одна из них вступила в акционерное общество ЗАО «Поимское». Директором МУП «Поимское» и ЗАО «Поимское» был Кузнецов В.А., с 23 марта 2001 г. директором ЗАО «Поимское» назначен Ухин Н.В., 26 марта 2001 г. директором МУП «Поимское» избран Севов В.Н.
МУП «Поимское» было ликвидировано по решению суда 29.08.2003 г., а ЗАО «Поимское» было ликвидировано вследствие банкротства 19.12.2006 г.
1 апреля 2003 г. ЗАО «Поимское» преобразовано в ООО «Агро-комплект» ОП «Поимское» (также ликвидировано вследствие банкротства 13.09.2010 г.).
Так эпоха советского эксперимента над крестьянами была завершена, а поимчане заплатили за нее огромную цену упадком производства, утратой навыков трудиться на земле, потерей ремесел, репрессиями против селян и безработицей. Сейчас сельское хозяйство развивают мелкие фермеры с основной специализацией в области животноводства.

## Занятия. Развитие ремесел и промыслов. Разрушение векового уклада ремесленничества в советское время
Географическое положение села Поим способствовало расцвету промыслов, ремесел и торговли. К тому же большое внимание уделялось их развитию со стороны владельцев села — князей Черкасских и графов Шереметевых.
Строительство села велось по специально разработанному геометрическому плану. В центре располагалась соборная площадь, к ней примыкала базарная площадь с торговыми рядами, давками, складами, а далее во все стороны расходились улицы.
Документы свидетельствуют о том, что переселенцы, основным занятием которых было хлебопашество, бортничество и разведение скота, в зимнее время занимались ремеслами и промыслами. В селе было много плотников, столяров, бондарей (ремесленников, делающих бочки и другие ёмкости из дерева). Дома первопоселенцев, по всей вероятности, были деревянными. Этому способствовало наличие большого количества прекрасного строительного леса вокруг села.
Широко были развиты веревочное и кузнечное дело. В селе были свои жестянщики. Они изготовляли предметы крестьянского обихода: ведра, баки, меры, самоварные трубы, а также выполняли кровельные работы.

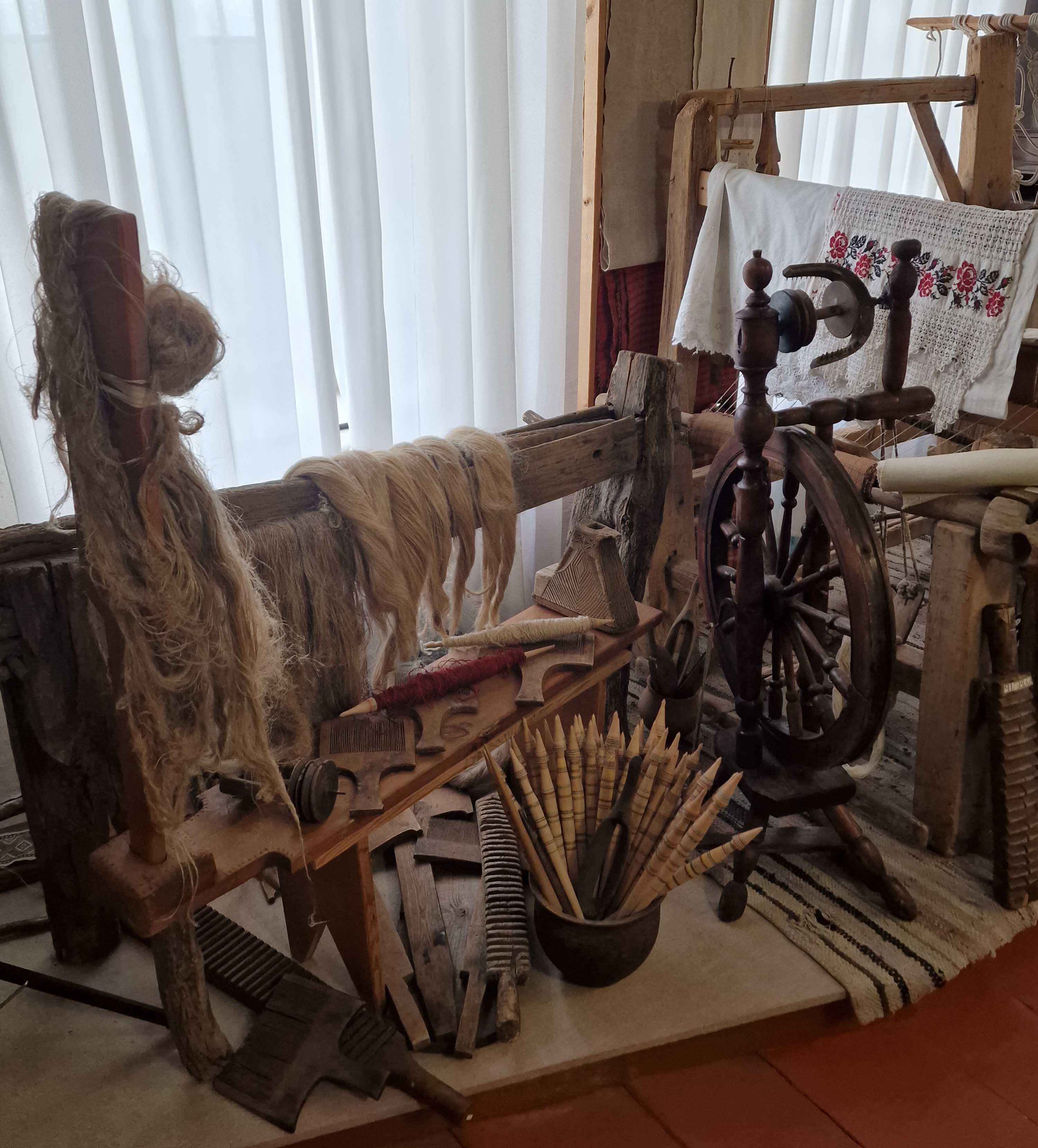
Прядильный аппарат поимских мастеров

В Поиме было хорошо развито гончарное производство за счет большого количества глины на данной территории.
Со 2-й половины XVIII века Поим наводняется старообрядцами. Старообрядец не был связан с государственной службой и был лишен возможности продвигаться по лестнице табели о рангах. Поэтому поимским старообрядцам были свойственны предприимчивость и организованность. Это может являться причиной того, что село являлось ремесленным и торговым. В нем были широко развиты кожевенное, сапожное, кузнечное, бондарное, гончарное, шапошное, портновское, веревочное производства, было множество поташных, кирпичных заводов, маслобоен, мельниц.
Цитаты из отдельных документов Государственного архива Пензенской области:

В Поиме — 200 дворов, деревянная церковь, 10 торговых лавок. Поимская земля давала средние урожаи хлебов и трав. Наряду с землепашеством и разведением домашнего скота, поимские жители занимались промыслами и мелкой торговлей. Основной промысел у мужчин — обработка дерева, у женщин — рукоделие. Крестьянки пряли лен, посконь, шерсть, ткали холсты, сукна. С появлением в селе старообрядцев получили развитие промыслы по выделке кож, изготовлению кожаной и валяной обуви, канатов, веревок, кирпича.— 1790 год

В Поиме было до 10 000 живых душ, две церкви, школа, мукомольных мельниц ветряных — 3, кожевенных заводов — 9, поташных (мыльных) — 2, кирпичных заводов — 12, маслобоен — 23. Кожевенники, сапожники, вальщики, прядильщики работали от купцов артелями. Например, лучших сапожников села группировали вокруг себя крупный купец П.Д. Панкратов. Купцы с большой прибылью торговали кожаным товаром, обувью, веревками в своих поимских магазинах, отправляли в товар в крупные города и даже заграниц.— 1896 год

«К началу 20 столетия Никольское-Поим — самое большое село в губернии, имеет 10 000 жителей, преимущественно раскольников, 2 церкви (православную и единоверческую), 5 учебных заведений, библиотеку-читальню и почтово-телеграфное отделение, много каменных домов и магазинов. Известно обширной торговлей и кожевенным промыслом. Поимские сапожники делают поставку сапог для армии.
По данным земского обследования, в 1911 году в Поиме было 77% хозяйств с промыслами (1145 единиц).

В 1913 году в селе было:
кожевенных заводов — 24 (272 чел.)
маслобоен — 8,
кирпичных сараев — 6,

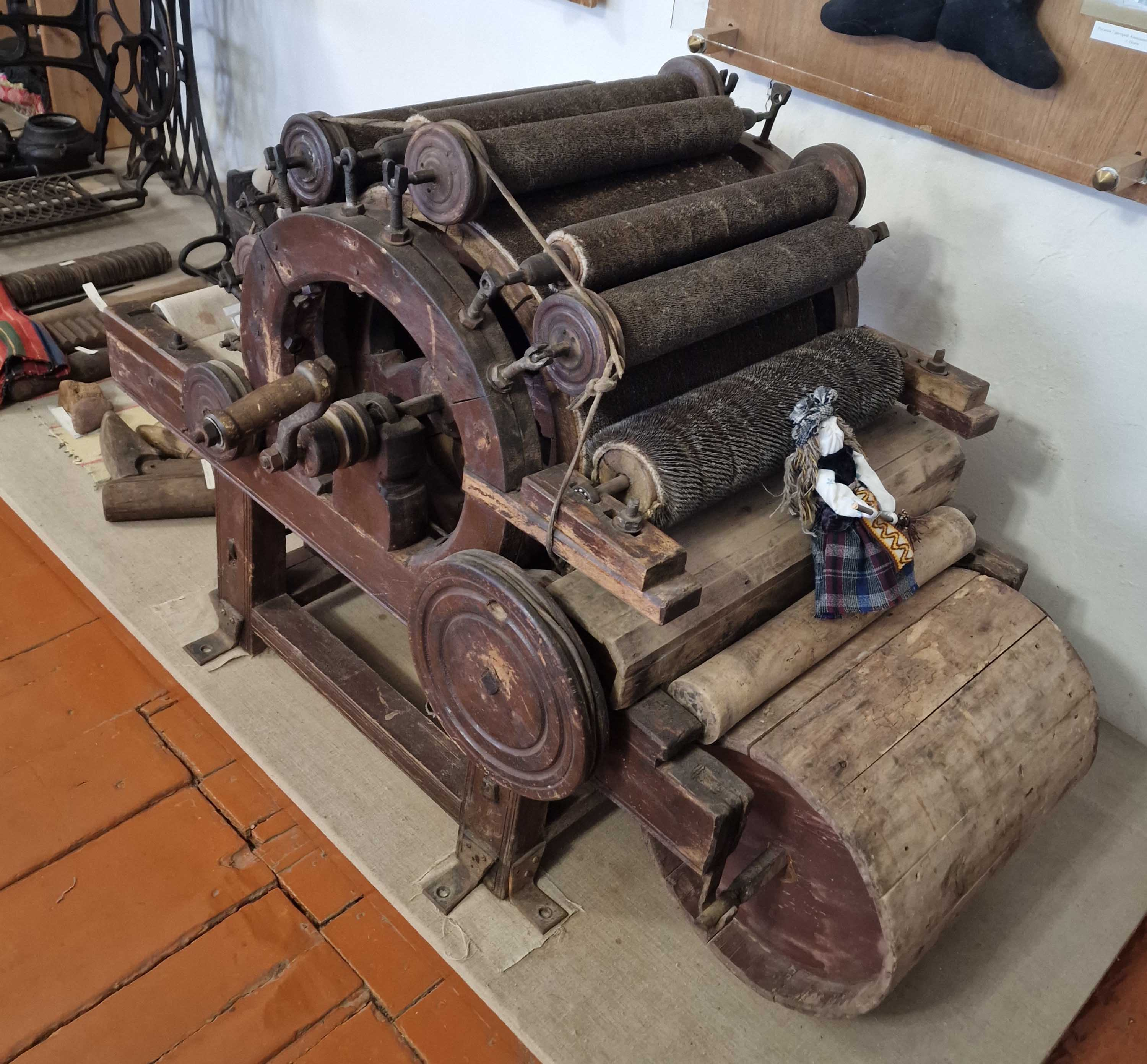
Шерстечесальный аппарат поимских мастеров

витье веревок, канатов — 106 человек,
овчинных заводов — 4,
ветряных мельниц — 3,
кузниц — 23,
сапожных мастерских — 7,
валяльщиков — 107 человек,
торговых заведений — ю мелких лавок — 19,
пекарен — 3.
В 1917 году в Поиме имелось кустарных предприятий и торговых заведений:
постоялых дворов — 12,
чайных — 6,
трактиров — 2,
пекарен — 5,
колбасных — 4,
кожевенных заводов — 26,
маслобоен — 6,
кирпичных заводов — 5,
пенькозаводов — 3,
овчинных заводов — 3,
мельниц — 8.
Поим славился своими базарами, ярмарками. В Поиме проводились еженедельные базары и три большие ярмарки в году. Базары съезжались по субботам.
В «Описании Поимской вотчины» (1871 г.): «За самые лучшие базары в Пензенской губернии считаются здешние и бывают еженедельно по субботам, а по пятницам бывает так называемое подторжье».
«Словарь Российской империи» содержит следующие сведения о торговле в селе: «Поим служит центром торговли не только для всей западной части уезда, но и для южной части Керенского. Ярмарки бывают в с. Поиме, Владыкине, Невежкине, Крыловке, Аргомкове и Свищевке».
По данным земского обследования 1911 г., 77% хозяйств были связаны с промысловой деятельностью. Основные промыслы: сапожный, валяльный, витье канатов, кож. 
По переписи 1920 года насчитывалось 2109 хозяйств и было 10 тысяч жителей, действовало 134 промысловых заведения. Имелись 3 школы l-й ступени, 1 школа 2-й ступени, библиотека, театр, кружок. Действовала телефонная связь с рядом соседних населенных пунктов.

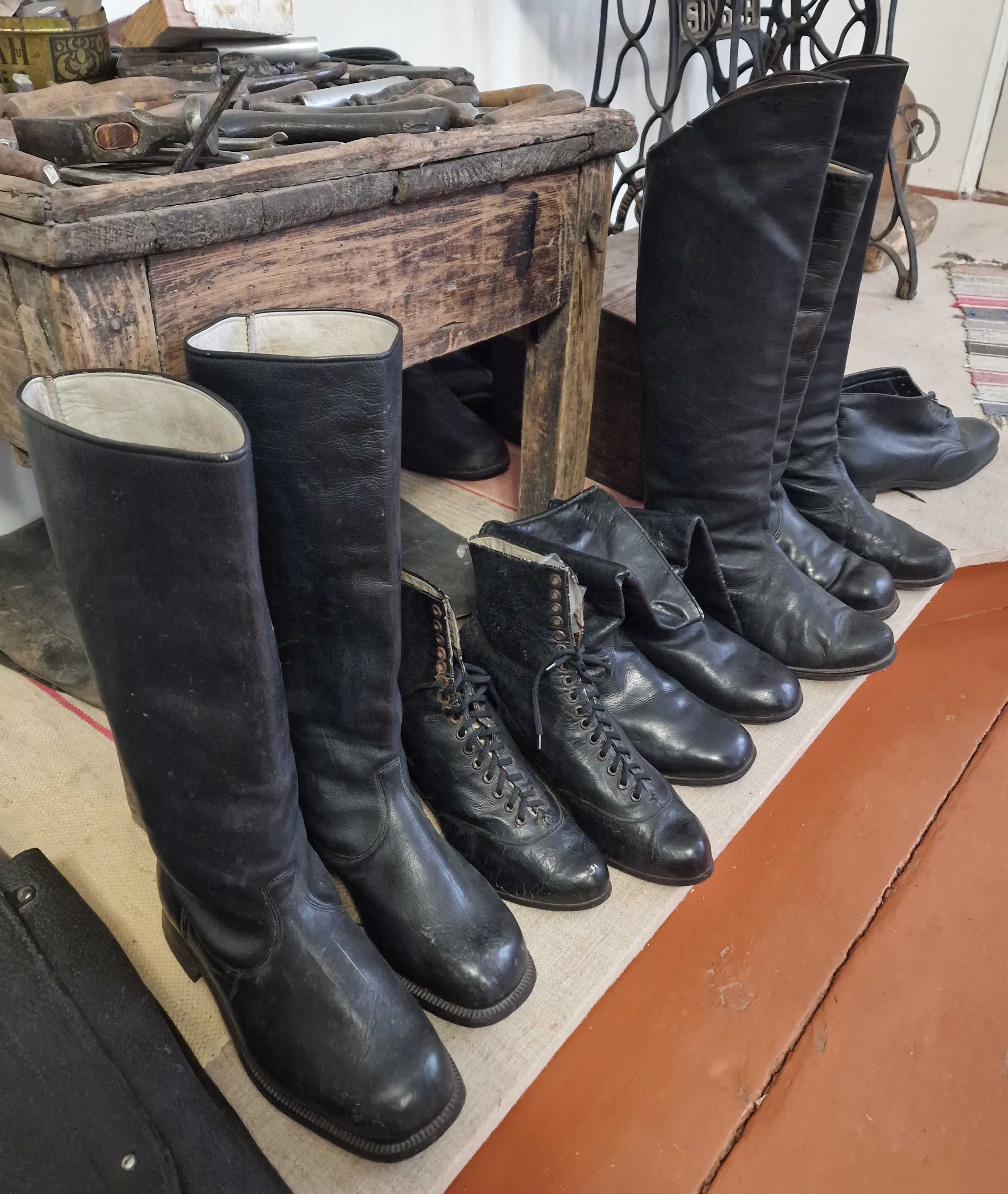
Сапожное мастерство поимчан

С установлением советской власти владельцы предприятий и торговых заведений были лишены своей собственности. Многие из них репрессированы. Были лишены избирательных прав около 200 торговцев: торговцев с патентом 1 разряда — 12 человек; торговцев с патентом 2 разряда — 73 человека; торговцев с патентом 3 разряда — 19 человек; торговцев без патента — 43 человека; сельскохозяйственных кулаков — 16 человек.
Советская власть заставляла кустарей вступать в артели. К 1929 году были созданы артели:
- «Коллективный труд» (кожевенники, посадчики, сапожники) — 206 человек;
- «Инвалидная» (кожевенники, посадчики, сапожники) — 24 человека;
- «Спайка» (жестянщики) — 15 человек;
- «Свой труд» (шапошники) — 25 человек;
- Прядильщики — 50 человек;
- Канатчики — 13 человек.

Однако некоторые из них скоро развалились. Например, кожевенный завод в составе артели «Коллективный труд», переработав кожи, конфискованные у частников, остановился из-за отсутствия сырья, частным же заводам и мелким кустарям выделывать кожу было запрещено. Ушло из артели «Спайка» 20 человек, из артели «Свой труд» — 13 человек. Кустари-одиночки облагались непосильным налогом, из-за чего многие стали бросать свои занятия. Нарушалась преемственность в передаче промыслов от отцов к сыновьям. Занятия и навыки, веками накапливаемые мастерами, утрачивались.
Ряд государственных предприятий и заведений бытового обслуживания, образованных на базе промыслов, постепенно становился малопроизводительным и нерентабельным. С горечью приходится осознавать, что в Поиме утрачено сапожное ремесло, исчезли ткацкое и гончарное производства. Ремесла предков оказались утерянными.

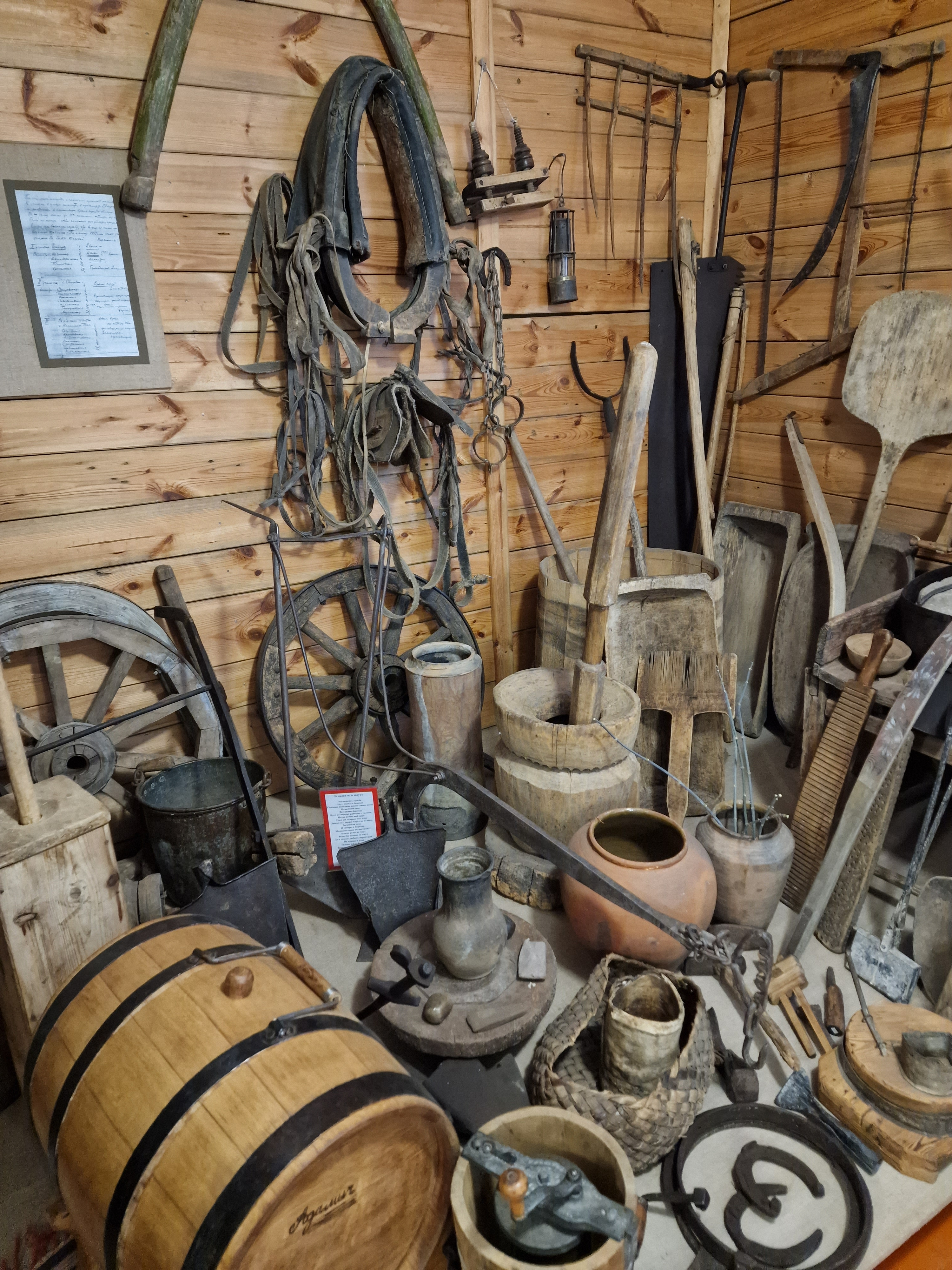
Орудия производства, созданные в селе мастерами

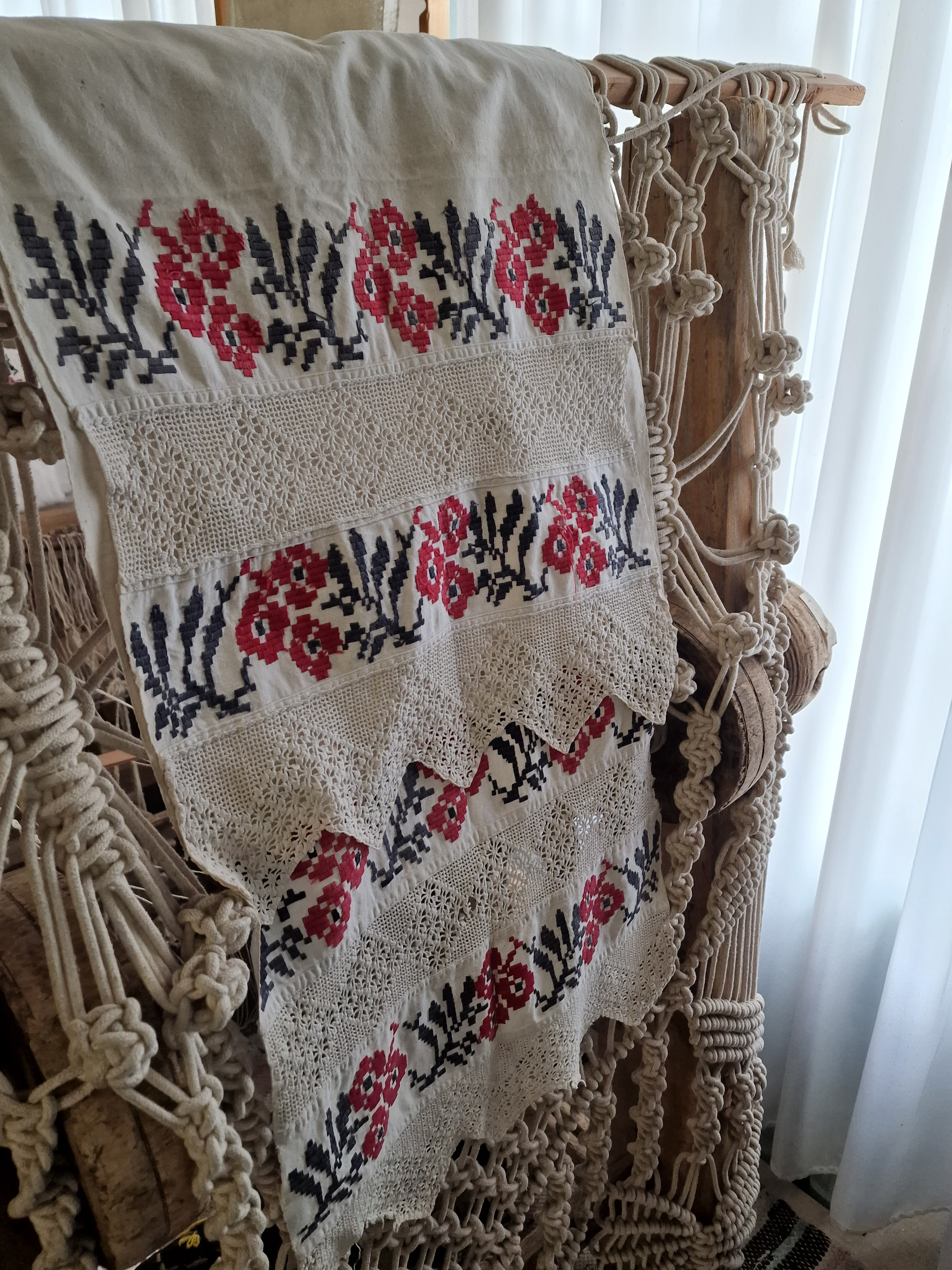
Прядильное мастерство поимских ткачей

### Потомственные мастеровые
Чаще всего дети повторяли ремесло отцов и работали в какой-то отдельно взятой сфере семьями. Так сформировались потомственные мастеровые люди села Поим, чей род достиг успехов в ремеслах.
Наиболее известные родовые фамилии ремесленников по направлениями:
- Веревочное дело: Потаповы, Козловы, Вяхиревы, Осокины, Золотовы, Пановы, Панкратовы и др;
- Сапожники: Кульпины, Шароновы, Мартыновы, Хорошевы, Фомины, Козловы, Балахнины, Кусакины, Калмыковы, Чесноковы, Рогановы, Вакасины, Потаповы, Пановы, Мокеевы;
- Портные: Марковы, Матвеевы, Барышевы;
- Шапошники: Слезины, Пономарьковы, Турусовы, Хлопковы, Гашины, Мартыновы;
- Валяльное дело: Козловы, Можаевы, Приваловы, Воробьевы, Осокины, Рогановы, Козловы, Наяновы;
- Посадчики (раздельщики кож): Рыбаковы, Козловы, Рындины, Жаренковы, Синильниковы, Мартыновы, Астафьевы;
- Кузнецы: Ханаевы, Крючковы, Крянины, Иванчины, Новак, Звоновы;
- Жестянщики: Пронины, Потапкины, Пановы, Селивановы;
- Столяры, бондари: Иванчины, Барановы, Рогановы, Найденовы;
- Овчинное дело: Кутлунины, Звоновы, Козловы, Климовы, Лягаевы;
- Гончарное дело: Жингаревы, Кулагины.

Многочисленные мастера составили в свое время громкую славу села.

## Образовательная и культурная сферы Поима

### Развитие школьного образования
Поимская школа —  одна из старейших школ Белинского района. Первое училище при Поимо-Никольской церкви открыто 31 августа 1837 г.
В 1902 г. в Поиме действовало 5 школ, гимназия. Библиотека-читальня была открыта в Поиме в 1901 г., она носила имя Великой княгини Елизаветы Федоровны  (сейчас это здание в частных руках и там стоматология).
Документ 1908 г. «Школьная сеть Чембарского уезда Пензенской губернии» содержит нижеследующие сведения: «В Поиме 1481 двор, 8821 житель, 861 детей 8 — 10 лет.
В селе Поим имеется:

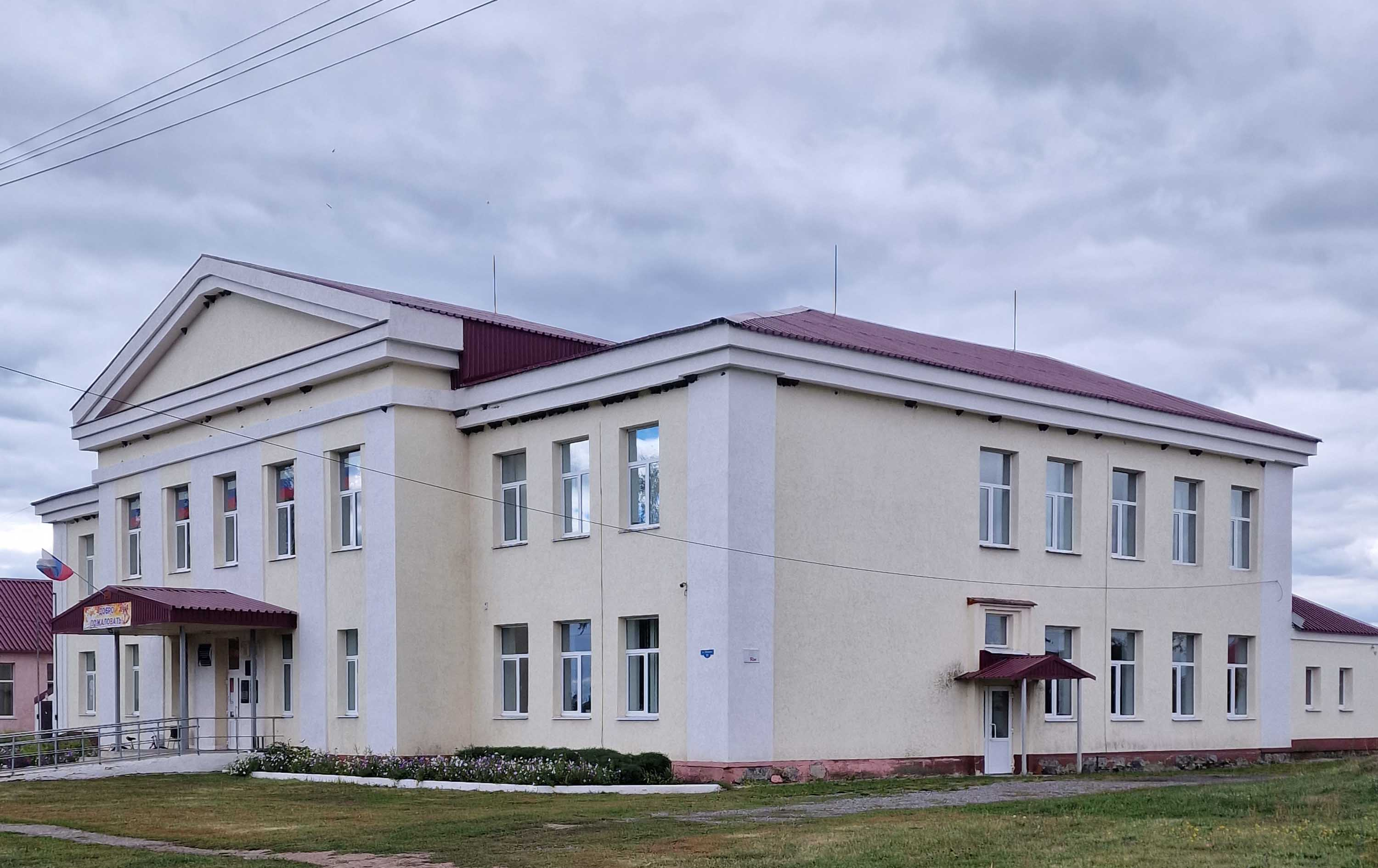
Здание школы в Поиме

- поимская министерская двухклассная школа с числом учащихся 132 чел.,
- поимское земское женское училище с числом 192 чел.,
- три церковно-приходских школы с числом учащихся 109, 103, 81 чел. (двухклассная при единоверческой церкви, одноклассная при новоправославной церкви и одноклассная в местности Самодуриха)».[19]

С 1917 г. преемницей церковно-приходских школ становится начальная светская школа, состоящая из двух ступеней.
В 1929 г. на базе начальной школы открывается десятилетка. С 1935 г. школа работает с разными профилями и уклонами. Располагалась она в пяти зданиях, бывших домах поимских купцов. Нынешнее основное здание Поимской средней школы построено по проекту 1961г.

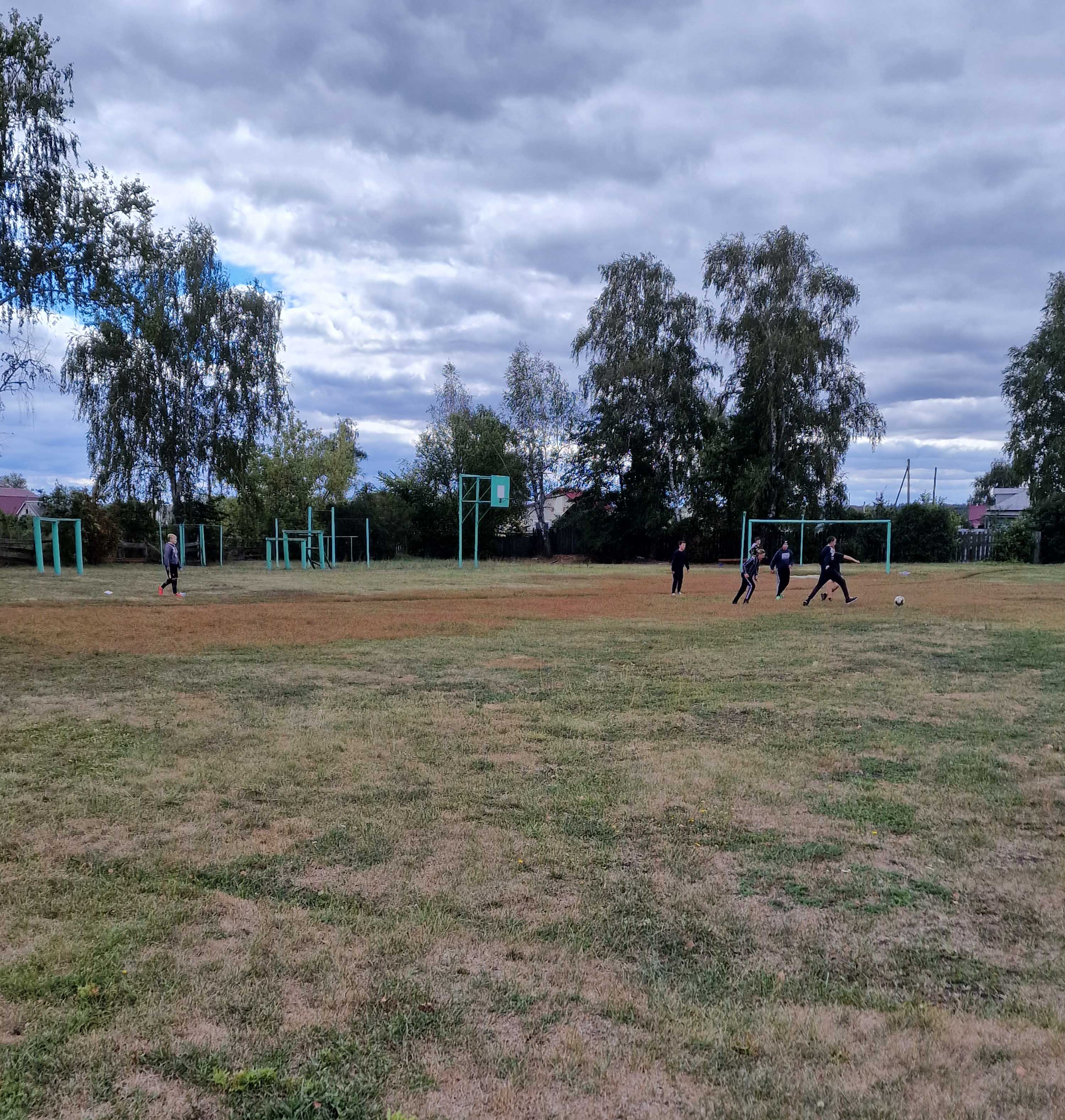
Школьный стадион в Поиме

Поимский дом детского творчества (Дом пионеров) открыт в 1936 г. В годы Великой Отечественной войны Дом пионеров временно закрыт, т.к. в его здании находили эвакогоспиталь. После окончания войны Дом пионеров занимается по направлениям: туризма и краеведения, хорового пения, танца и пляски, вязания и вышивки, игры на духовых и народных инструментах, авиамоделизма, радиотехники и выпиливания лобзиком из фанеры.
С 09.10.1973 г. г. работает ГКОУ Пензенской области «Поимская школа-интернат для обучающихся по адаптированным образовательным программам».
В селе работает Средняя общеобразовательная школа с. Поима Белинского района Пензенской области имени П. П. Липачёва.
МОУ СОШ с. Поима им. П.П. Липачёва — одна из старейших школ Белинского района, богатая своими традициями, инновациями, известная творческими учителями и талантливыми детьми. Основное здание школы построено в 1961 году. В 2013 году состоялось открытие обновленного здания школы после капитального ремонта.
Сегодня школа является не только образовательным, но и культурным центром села Поим. Здесь созданы все условия для организации современного процесса обучения и развития. Большое внимание уделяется проектной деятельности, реализуются региональные проекты «Обучение через предпринимательство», «Танцующая школа», «PRO-чтение», «Культурная суббота» и др.
Образовательное учреждение строит работу в контакте с Поимским историко-архитектурным музеем, Поимским домом культуры, детским садом, Поимской амбулаторией, взаимодействует с культурными и спортивными центрами города Белинского.
В селе работает МДОУ Детский сад комбинированного вида села Поим Белинского района Пензенской области. На 2021 год в нем функционировало 6 групп. Группы общеразвивающей направленности:
- дети с 1,5 до 2 лет — ясельная группа — (9 человек);
- дети с 2 до 3 лет — 1 младшая группа (13 человек);
- дети с 3 до 4 лет — вторая младшая группа — (17 человек);
- дети с 4 до 5 лет — средняя группа — (17 человек);
- дети с 5 до 6 лет — старшая группа — (16 человек);
- дети с 6 до 7 лет — подготовительная — (12 человек).

В филиале в с. Чернышово — 1 разновозрастная группа — 14 чел; в филиале с. Козловка — 1 группа кратковременного пребывания — 1 чел.

### Поимский театр
Поимский театр был основан в 1910 году. Его руководителем был Константин Кутлинский (сын купца), а музыкальным и художественным руководителем Макарцев (сын трактирщика). Они сплотили вокруг себя талантливую молодёжь Поима.
На самодеятельной сцене этого театра поимская образованная молодежь ставила спектакли по пьесам А. П. Чехова, А. Н. Островского, М. Горького и др. писателей. Часто вырученные от спектаклей деньги артистами передавались на борьбу с туберкулёзом.
В советское время театр продолжил своё существование. В нём играли учителя, врачи, молодёжь села. После смерти К. Кутлинского театр возглавила С. К. Мазаева (учитель русского языка и литературы). Супруги Мазаевы (Серафима Константиновна, Иван Петрович) отдали сценической деятельности 35 лет, считались непревзойденными артистами.
Активными самодеятельными артистами были Барышев Н. А., Шурыгина А. Ф., Кувацкая К. В., Критская В. П., Крепкое И. С., Лявин В. Я., семья Баулиных, Поляков Н. Ф., Полякова В. В., Потапкин Ю. Ф. и многие другие. В 1969 году театру было присвоено звание народного драматического театра.
Последним руководителем театра в Доме культуры была Валентина Комарова. Традиции народного театра продолжили сотрудники Поимского музея, которые привлекая творческую молодежь села, несколько раз показывали фольклорную постановку «Поимские посиделки», инсценировали три сказки писательницы Александры Анисимовой и ежегодно вместе с воспитанниками краеведческого объединения «Люби и знай свой край» ставят инсценировки разного содержания.

### Поимский историко-архитектурный музей

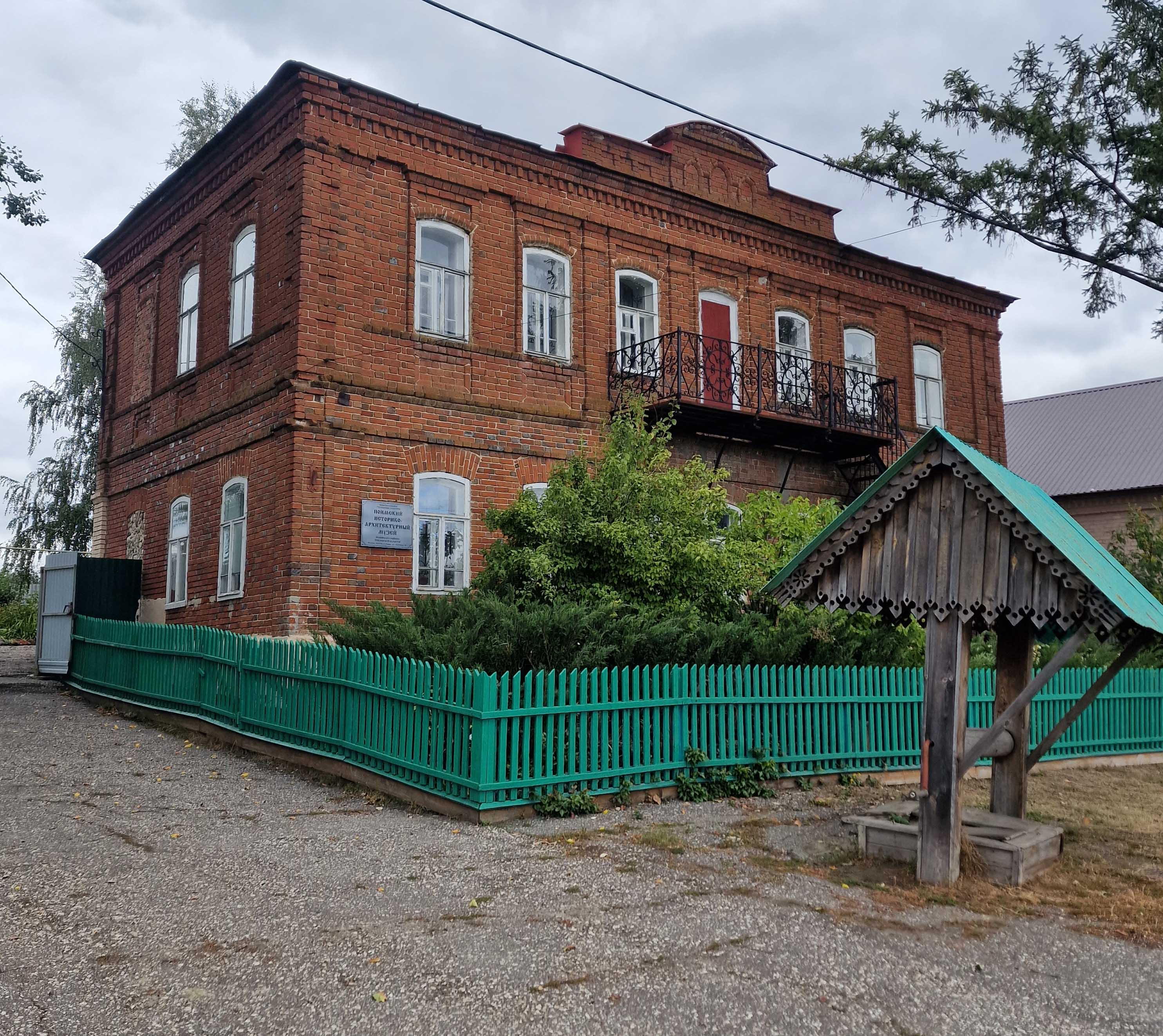
Поимский историко-архитектурный музей

Поимский историко-архитектурный музей Белинского района Пензенской области берет свои истоки от Поимского народного краеведческого музея, созданного в 1963 году. Первым заведующим в нем был учитель истории Поимской средней школы П. К. Балдин.
В совет музея входили краеведы-любители: Ф. Е. Люсии, В. П. Критская, В. Т. Самойленко и другие. С 1985 года музей стал школьным, его возглавляет завуч, учитель истории А. И. Самойленко. В 1990 году решением Белинского райисполкома и Поимского сельского совета музею выделили три зала в Доме культуры, и он вновь обретает свой прежний статус.
Совет музея обновляется, в него входят сотрудники Поимского Дома детского творчества В. Т. Самойленко, С. И. Гераськин, В. Р. Горин.
С января 1991 года музей вошёл на правах филиала в состав Пензенского государственного краеведческого музея. С сентября 1992 года Поимский историко-архитектурный музей пополнился филиалом — Мемориальным музеем писательницы-сказительницы А. П. Анисимовой.
В октябре 1994 года решением Белинской районной и Поимской сельской администраций музею передается двухэтажное здание на улице Садовой, памятник архитектуры конца XIX века.
На сегодняшний день музей — это одна «жемчужин» села Поим. Музей содержит ценнейшие экспозиции поимской истории и быта.

## Административно-территориальное деление
На протяжении более 300 лет Поим находился в подчинении нескольких административно-территориальных образований: Азовской губернии (с 1725 года — Воронежской губернии), Тамбовской губернии, Средне-Волжской области (Средневолжского края), а затем Пензенской области.
- кон. XVII — нач. XVIII веков — в составе Завального стана Пензенского уезда,
- с 1708 года — в составе Верхнеломовского уезда Азовской губернии,
- с 1719 года — вместе с Верхнеломовским уездом приписано к Тамбовской провинции Азовской губернии,
- с 1725 года — Азовская губерния переименована в Воронежскую,
- с 1780 года — вошло в Чембарский уезд самостоятельного Пензенского наместничества,
- с 1797 года — в составе Кирсановского уезда Тамбовской губернии,
- с 1801 года — волостной центр Чембарского уезда Пензенской губернии,
- с мая 1928 года — центр Поимского района Пензенского округа Средне-Волжской области, преобразованного в 1929 году в Средневолжский край,
- 10 февраля 1932 года — Поимский район в составе Средневолжского края ликвидирован,
- с 25 января 1935 года — центр воссозданного Поимского района Средневолжского края (район выделен из Башмаковского и Чембарского районов),
- с 27 января 1935 года — центр Поимского района Куйбышевского края,
- с 27 сентября 1937 года — центр Поимского района Тамбовской области,
- с 4 февраля 1939 года — центр Поимского района Пензенской области,
- с 12 октября 1959 года — в составе Белинского района Пензенской области.

### Создание Поимского района  с центром в селе Поим
Постановлением ВЦИК и СНК РСФСР «Об образовании Средне-Волжской области» от 14 мая 1928 года была образована Средне-Волжская область с центром в г. Самаре в составе губерний: Пензенской, Оренбургской, Самарской и Ульяновской. Был совершен переход от губернского, уездного и волостного деления к окружному и районному. Окружное и районное деление бывшей Пензенской губернии было утверждено протоколом № 30 заседания Президиума Пензенского губисполкома от 28 мая 1928 г. §2.
В составе Пензенского округа был создан Поимский район с центром в с. Поим.
Окончательное административно-территориальное деление Пензенского округа было утверждено на заседании Пензенской окружной организационной комиссии 19 июня 1928 г. (протокол № 5).
Окружное деление в Средне-Волжском Крае просуществовало до 1930 г., когда по решению XVI съезда ВКП(б) и по постановлению ЦИК СССР от 23 июля 1930 г. округа были упразднены.
Границы районов и сельсоветов не менялись, районы непосредственно стали подчиняться Средне-Волжскому краю (Средне-Волжская область была переименована в Средне-Волжский край постановлением ВЦИК от 20 октября 1929 г.)
Постановлением ВЦИК об изменениях в административном делении Средне-Волжского края от 10 февраля 1932 г. в составе Средне-Волжского края было ликвидировано несколько районов, в т.ч. и Поимский.
Постановлением ВЦИК от 25 января 1935 г. была утверждена новая районная сеть Средне-Волжского Края в составе 87 районов, в т.ч. и Поимского (выделен из Башмаковского и Чембарского районов).
Постановлением ЦИК СССР от 27 января 1935 г. были переименованы г. Самара в г. Куйбышев, а Средне-Волжский район — в Куйбышевский край.
Постановлением ЦИК СССР от 27 сентября 1937 г. была создана Тамбовская область, в состав которой вошел и Поимский район.
Указом Президиума Верховного Совета СССР от 4 февраля 1939 г. Тамбовская область была разделена на Пензенскую и Тамбовскую. Поимский район вошел в состав Пензенской области.
Указом Президиума Верховного Совета РСФСР от 12 октября 1959 г. Поимский район был упразднен, его территория вошла в состав Белинского района.
Кроме этого, на протяжении всего указанного периода существовал Поимский сельсовет с центром в с. Поим.

## Органы власти
Орган местного самоуправления — Администрация Поимского сельсовета (442270, Пензенская область, Белинский район, село Поим, улица Лермонтовская, дом 5, телефон 8(84153) 3-33-08), зарегистрирована 19.12.1996 г. (данные СПАРК).
Глава администрации сельского совета Рахманин Анатолий Петрович.
В число депутатов комитета местного самоуправления Поимского сельсовета Белинского района Пензенской области входит 2 человека (Небылицына Любовь Яковлевна и Матвеева Елена Владимировна).
Судебных органов в Поиме нет, на уровне мировых судей территория подсудна Судебному участку № 1 Белинского района Пензенской области (442250, Пензенская область, г. Белинский, ул. Комсомольская площадь д. 6).

## Население

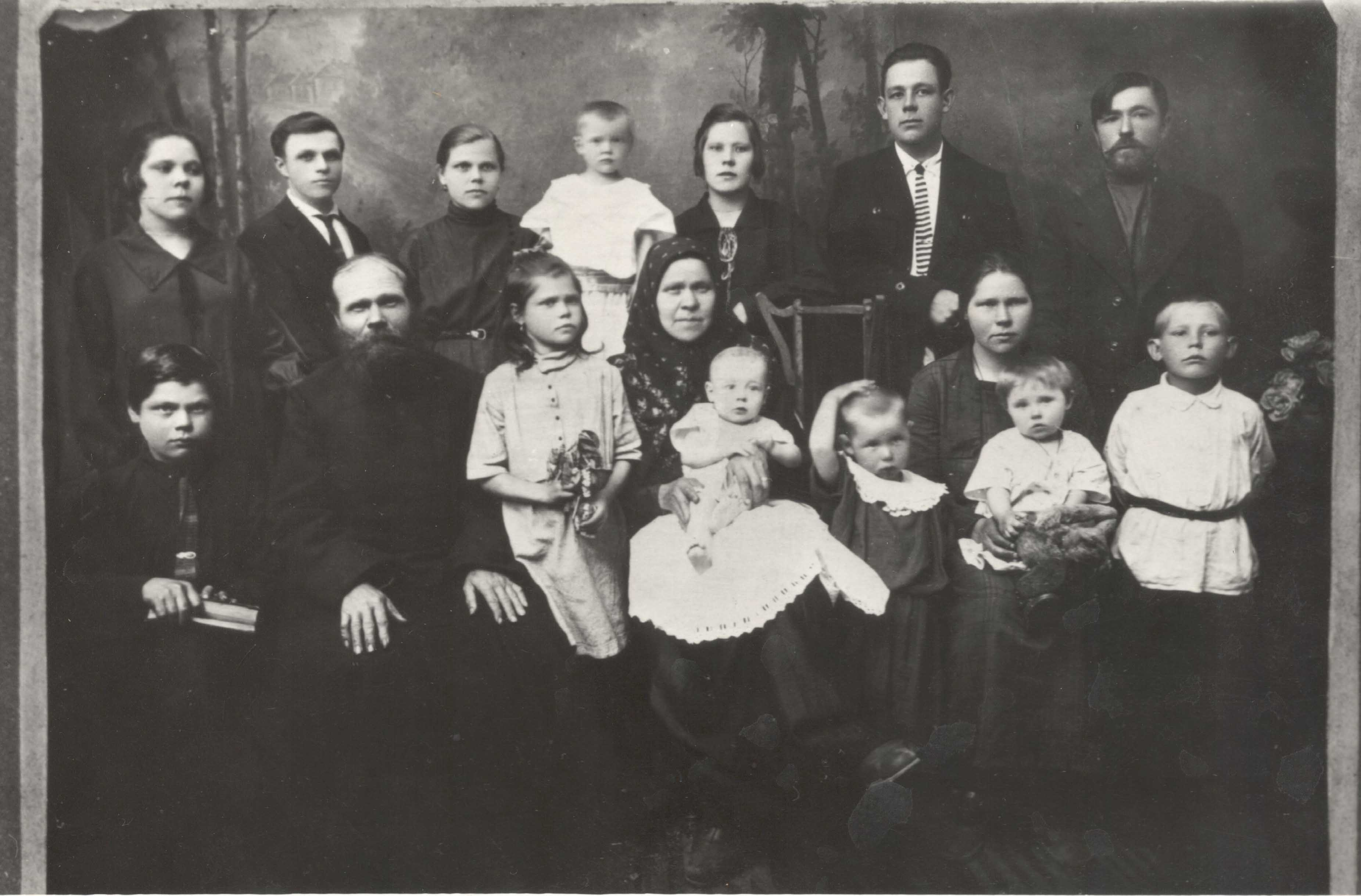
Поимская семья до коллективизации

Основное население — русские, но также в селе проживают и мордва, татары, украинцы и цыгане. Население Поима росло вплоть до коллективизации. Хотя в 1839-1850 численность населения сократилась из-за неурожаев и голода с 7493 до 4680 человек.  В 1892 г. в селе была эпидемия холеры: умерло около 800 человек.
Максимальная численность населения была зафиксирована в 1926 году (13802 человека), но к 1939 году оно сократилось примерно до 6650 человек.
Причины в начатой в 1929 году коллективизации, разорении ремесленников и кустарей. После войны население Поима уже так и не восстановилось до прежнего уровня и сокращалось весь XX век. Фактически за 100 лет Поим пережил настоящую демографическую катастрофу, его население сократилось более чем в 6 раз.
| 1719  | 1864  | 1877  | 1897  | 1911  | 1926    | 1939  |
| ----- | ----- | ----- | ----- | ----- | ------- | ----- |
| 1696  | ↗6315 | ↗7406 | ↗7724 | ↘7573 | ↗13 802 | ↘6650 |
| 1959  | 1970  | 1979  | 1989  | 1998  | 2002    | 2004  |
| ↘4846 | ↘4000 | ↘3956 | ↘3744 | ↘3429 | ↘3180   | ↘3132 |
| 2010  |       |       |       |       |         |       |
| ↘2712 |       |       |       |       |         |       |

Начиная с 2011 года население Поима в среднем ежегодно сокращается примерно на 40-60 человек. Рождаемость не перекрывает естественную смертность селян. В последние годы в Поиме снизилось число разводов (хотя по стране статистика выше). Например, в 2021 году было заключено 17 браков, против зарегистрированных 7 разводов.
| Годы | Численность населения на начало года, человек | Умерло, человек | Браки | Разводы |
| ---- | --------------------------------------------- | --------------- | ----- | ------- |
| 2011 | 2692                                          | 66              | 19    | 18      |
| 2012 | 2627                                          | 53              | 14    | 8       |
| 2013 | 2610                                          | 48              | 23    | 9       |
| 2014 | 2565                                          | 55              | 11    | 7       |
| 2015 | 2528                                          | 48              | 15    | 4       |
| 2016 | 2455                                          | 47              | 6     | 7       |
| 2017 | 2400                                          | 60              | 8     | 11      |
| 2018 | 2341                                          | 44              | 5     | 11      |
| 2019 | 2284                                          | 52              | 7     | 3       |
| 2020 | 2267                                          | 49              | 12    | 6       |
| 2021 | 2221                                          | 64              | 17    | 7       |
| 2022 | 2208                                          | -               | -     | -       |

## Экономика

### Предпринимательство
По сравнению с дореволюционным периодом предпринимательство в Поиме в настоящее время развито слабо. В 1911 году в Поиме было 77% хозяйств с промыслами (1145 единиц), по переписи 1920 года насчитывалось 2109 хозяйств, действовало 134 промысловых заведения .
2109 хозяйств в 1920 году с учетом тогдашней численности населения означает, что предпринимателями были не менее 20% жителей (10000 жителей делитсяна число хозяйств).
На 2021 год лишь 2,5% населения Поима имеют статус индивидуальных предпринимателей, являются владельцами обществ с ограниченной ответственностью или же руководителями крестьянско-фермерских хозяйств (всего 49 ИП, ООО и КФХ). С 2017 по 
2021 год ситуация изменилась мало, численность предпринимателей практически не менялась.
В таблице приведено количество хозяйствующих субъектов на территории села Поим Белинского района Пензенской области, включенных в территориальный раздел Статистического регистра Росстата с 2017 по 2021 гг.
| Субъект хозяйствования                         | 2017 | 2018 | 2019 | 2020 | 2021 |
| ---------------------------------------------- | ---- | ---- | ---- | ---- | ---- |
| Индивидуальные предприниматели (ИП)            | 42   | 42   | 43   | 39   | 40   |
| Крестьянско-фермерские хозяйства (КФХ)         | 7    | 7    | 6    | 8    | 7    |
| Общество с ограниченной ответственностью (ООО) | 6    | 6    | 5    | 5    | 2    |

Статистических сведений по валовому продукту Поима нет, т.к. отдельной подобной статистики Пензастатом не ведется. Но предпринимательская статистика показывает деградацию предпринимательской культуры Поима за последние 100 лет. Причины этого не только в количественном сокращении населения в 6 раз (с 13800 человек в 1927 году до 2208 человек в 2022 году), но и в качественном ущербе, который был причинен селянам тяжелым для них XX веком, голодом, коллективизацией, террором против собственного населения и войнами. Культура предпринимательства оказалась утраченной вместе с ремеслами и промыслами, которым славился Поим. Люди умерли, убиты или не родились, население села сократилось минимум в 6 раз, а ремесла ушли вместе с селянами.

### Торговля

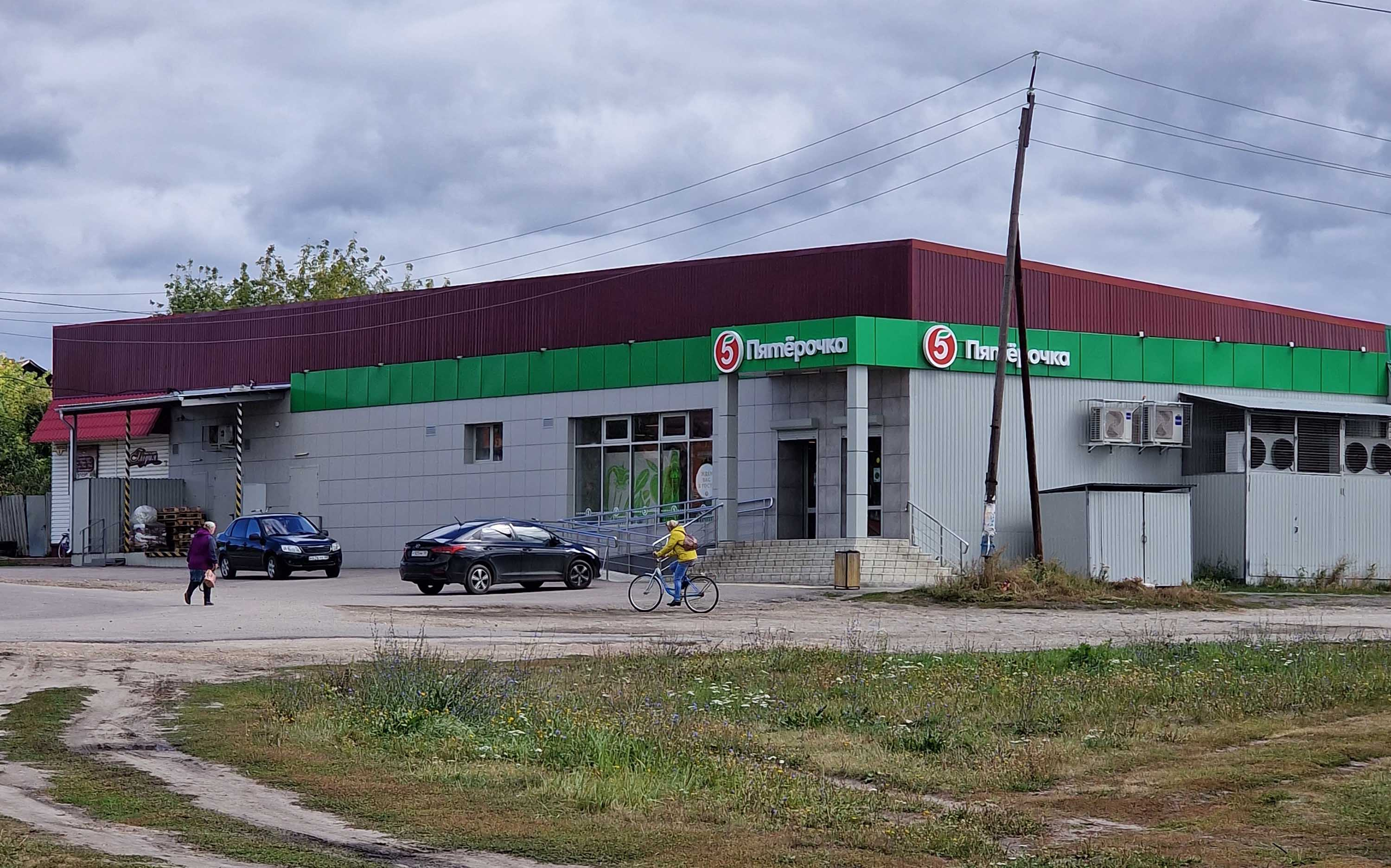
Магазин сети Пятерочка в Поиме

В селе есть магазины торговых сетей «Пятерочка» и «Бристоль», а также мелкие магазины, аптеки, работает АЗС и рынок. Торговля обслуживает исключительно сельские нужды и внутренний товарооборот.

### Жилищно-коммунальное хозяйство и жилой фонд

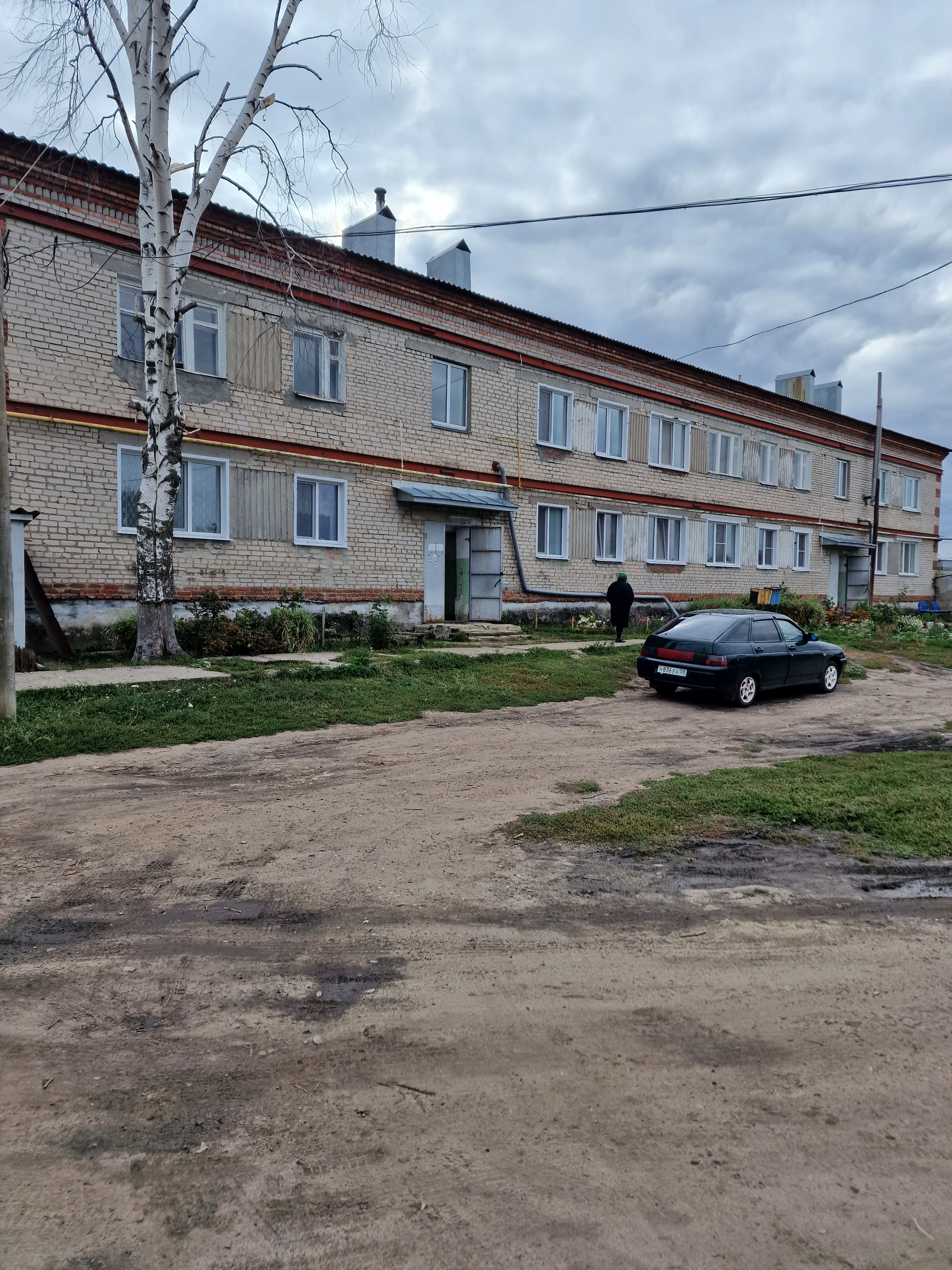
Типичный жилой фонд многоквартирных домов в Поиме

По данным сайта ГИС ЖКХ, в Поиме 8 многоквартирных домов 1971-1988 годов постройки. Индивидуальных жилых домов (частный сектор) 1068 единиц. Новое жилищное строительство многоквартирных домов не ведется, селяне предпочитают жить в частном секторе.
Состояние домов разное, много деревянных, но ухоженных строений. Однако ряд старых кирпичных домов требует ремонта. Центральная улица села (Московская) имеет твердое асфальтное покрытие, большая часть остальных дорог насыпная и грунтовая.
Централизованное теплоснабжение в селе отсутствует, отопление газовое (село газифицировано), а вода поступает под давлением из скважины.

### Социальная инфраструктура и городское хозяйство

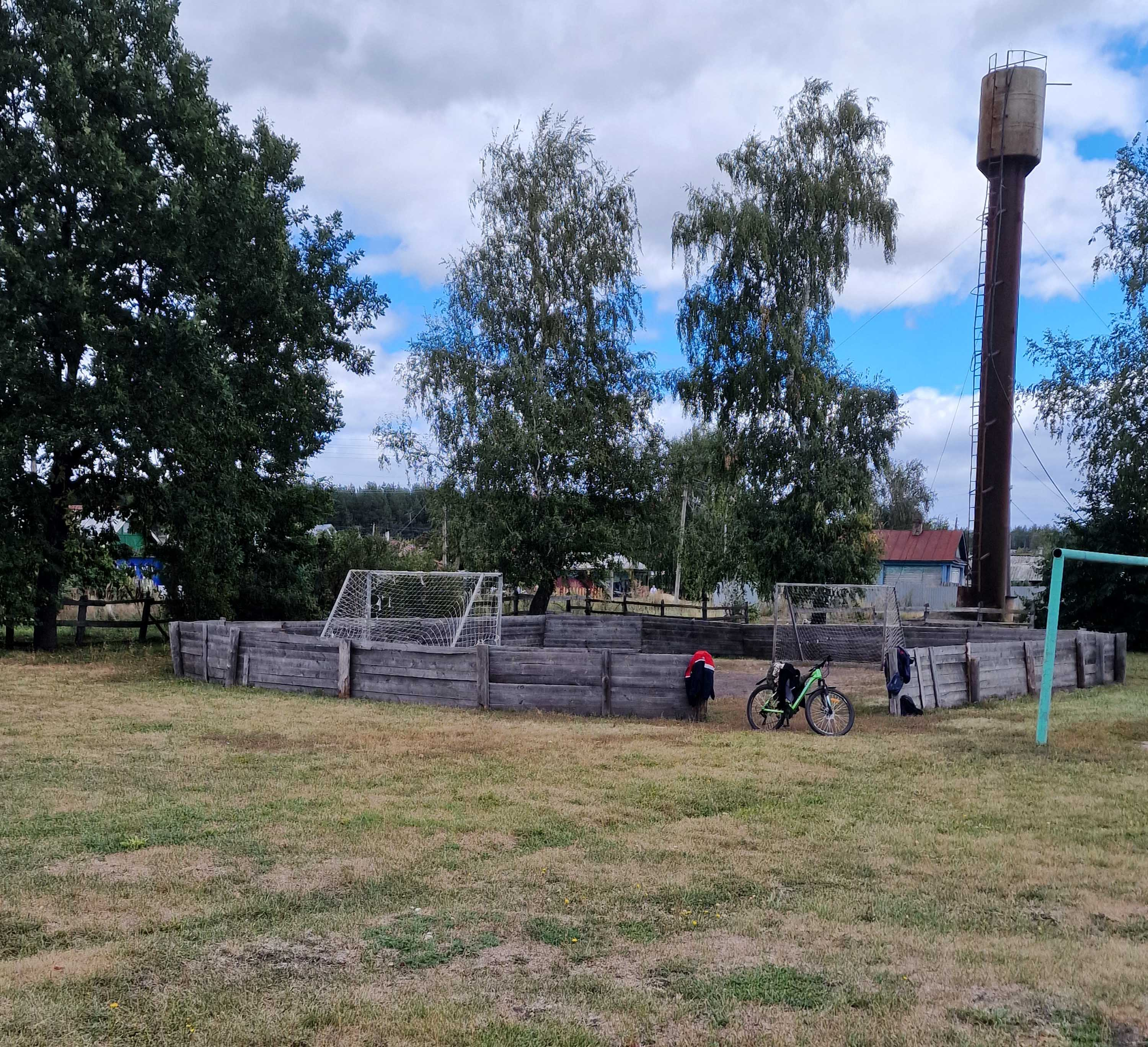
Самодельная хоккейная коробка в Поиме

В центре села положен асфальт, но большинство улиц — не асфальтировано и не имеет уличного освещения.
В селе отсутствует современная детская площадка. На территории школы расположена самодельная некрашеная хоккейная коробка. Фактически общественные пространства в селе полностью отсутствуют. Социальная инфраструктура села недофинансирована.

### Здравоохранение

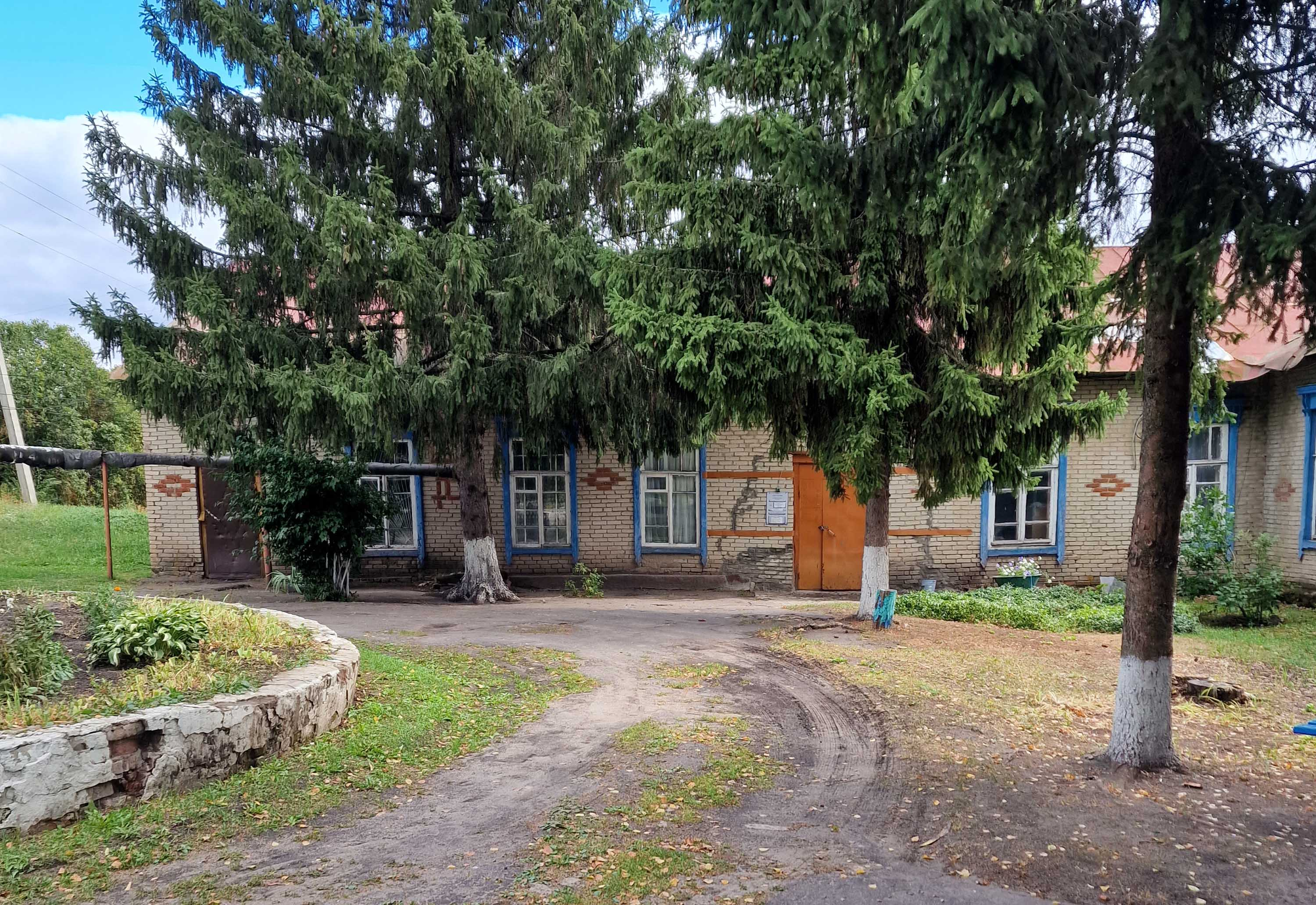
Сельская амбулатория в Поиме

В селе есть амбулатория. На 2022 год она располагалась в старом здании внутри усадьбы Шереметьевых и включала врача педиатра, терапевта и стоматолога. Ближайшая районная больница расположена в Белинском.

### Кладбище

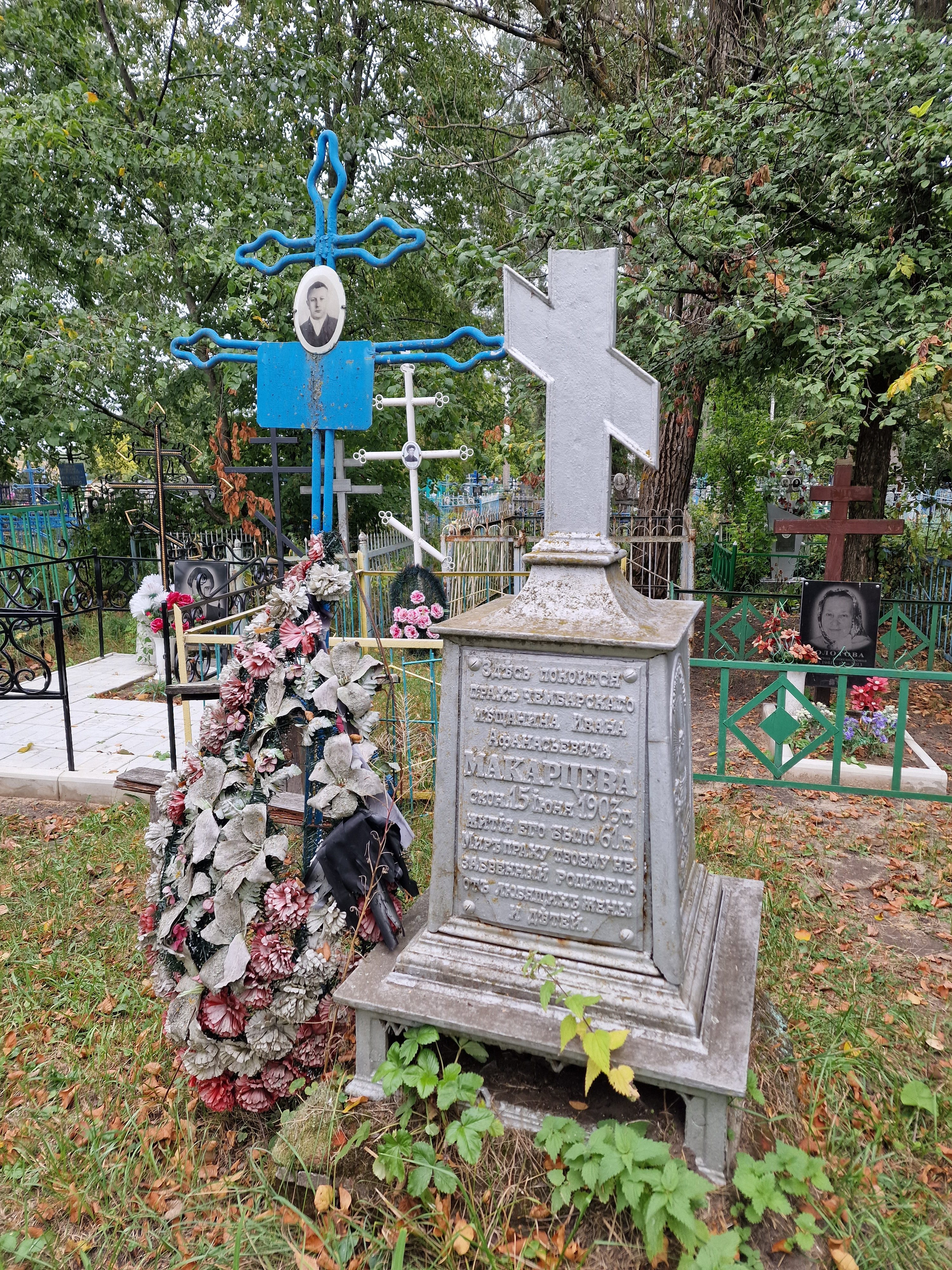
Надгробие 1903 года

Небольшое сельское кладбище находится в стороне Топорихи. На кладбище часовня Казанской иконы Божией Матери. Кладбище, в целом, ухожено и сильно вытянуто. Направление кладбища в сторону Топорихи — старообрядческое. На кладбище много очень старых надгробий известным селянам (в основном, купцам), которым по 100-150 лет. Несмотря на возраст, надгробия, созданные местными мастерами, неплохо сохранились.

## Транспорт

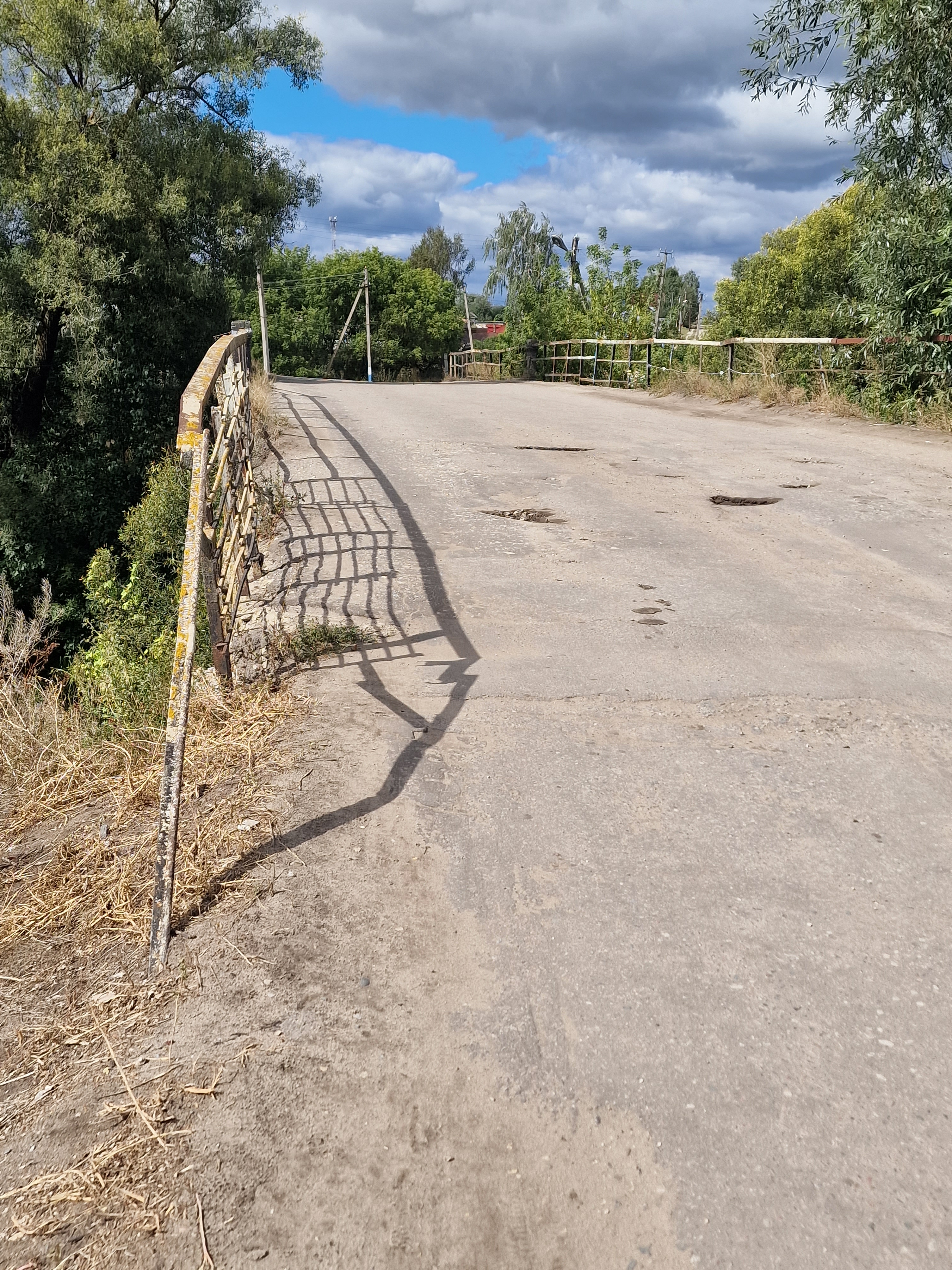
Мост через реку Поим, построенный пленными австрийцами в 1914 году

Въезд в центр села проходит по мосту, построенному пленными австрийцами в 1914 году. В настоящее время дорожное полотно моста требует ремонта.
Ближайшая к Поиму железнодорожная станция находится в Башмаково и Белинском (в Поиме железной дороги нет).
Автомобильное сообщение по трассе Р209 связывает Поим с Пензой и Тамбовом.
Пассажирское автобусное сообщение связывает Поим с Пензой. Ежедневно на линии ходит по 6-7 рейсов.
Воздушного сообщения в настоящее время нет (в 1960-1980 годы из Пензы в Поим летал самолет-кукурузник, а в Поиме был аэродром; необходимость самолета отпала, после того, как была сделана асфальтированная дорогая в областной центр — город Пензу).

## Общество

### Религия. Поим — исторический центр старообрядчества России.
С конца XVIII века Поим — один из центров старообрядчества в Пензенской губернии, старообрядцами были до половины жителей села. Раскол русской церкви середины XVII в., вызванный реформами патриарха Никона, глубоко потряс всю Россию. Вместо старых обрядов патриарх Никон ввел новые по древнегреческому образцу. Так сложилось, что Поим стал крупнейшим региональным центром старообрядчества Поволжья.
В 1670 годах раскольники Кир и Гавриил из села Гуслицы Московской губернии принесли учение старообрядцев в Поим. До этого периода староверства в селе не существовало. Кир и Гавриил были люди коммерческие и грамотные. Познакомившись с жителями села, завели здесь училища и учили по старопечатным книгам и рукописным тетрадям.
В итоге в Поиме сложилось три общины старообрядцев. Сначала была основана Поповщинская (Белокриницкая) община староверов. Спустя несколько лет в село занесено «Спасово согласие» (беспоповцы), а еще через несколько лет появилась Покрещенская или Поморская община.
Таким образом, старообрядчество в Поиме было представлено тремя согласиями и Поим сформировался как центр раскола Пензенской губернии и Поволжья.
«Пензенские губернские ведомости» № 64 за 1876 г.: «Село Поим — гнездо раскола в Пензенской губернии, в нем три секты: 1. Поповщинская, в которой считается 800 мужских и 961 женских душ, рожденных в расколе и совратившихся из новоправославия 342 мужских и 328 женских душ; 2. Спасово Согласие — в ней 288 мужских и 264 женских коренных и 64 мужских, 64 женских совратившихся; 3. Поморцы, которых считается 295 мужских и 354 женских коренных и 37 мужских и 31 женских совратившихся. Итого в трех сектах 1796 мужского и 2002 женского пола, а всего 3798 душ».
Из среды Поимского старообрядчества вышли известные в нашей стране богословы-полемисты: Лев Феоктистович Пичугин (Поморское согласие), Никита Морозов (Спасово согласие), Лаврентий Иванович Калмыков (Белокриницкое согласие), Ксенофонт Никифорович Крючков (миссионер). Еще несколько имен старообрядцев, ославившие село Поим: композитор Иван Планотович Пономарьков, живописец Мит-рофан Михайлович Беринов, ученые: Волков Николай Семенович, Ломов Сергей Александрович, Вакасина Капитолина Александровна, дипломаты: Мазаев Валерий Иванович, Попов Валентин Федорович и многие другие.
Старообрядчество в Поиме было средой, поддерживающей русскую культуру и сохранявшей древние письменные памятники. Общаясь со старообрядцами других мест, поимцы привозили оттуда старопечатные и рукописные книги, стихиры на крюковых нотах, ирмосы и певческие и т.д., которые бережно хранили, прикасаясь к ним осторожно, как к святыне. Это были книги, изданные еще до реформ Никона или же переписанные и переизданные уже после реформ. Среди староверов грамотных было больше, чем среди новоправославных, хотя дети старообрядцев школы и гимназию не посещали. У многих из них были прекрасные домашние библиотеки.
В библиотеке Льва Феоктистовича Пичугина насчитывалось более 1000 томов старопечатных и светских книг. Богатейшим собранием книг обладали: Ксенофонт Никифорович Крючков, Александр Иванович Вакасин, Петр Захарович Борисов и многие другие. Большинство икон заказывалось в авторитетных центрах старообрядческой культуры с давними традициями и высоким профессиональным уровнем исполнения.
Гордостью села были белокаменная часовня Белокриницкого согласия и единоверческая церковь. Часовня была разрушена в 1929 г., а единоверческая церковь, возведенная на базарной площади в 1876 г., является «лицом Поима».
Обряды и обычаи поимских староверов представляли много сходного с обрядами других епархий (система обрядов в литургии и вообще в богослужении, обряд поклонов, крещения, прощения накануне поста, христосования на Пасху и т. д.). в. 

### Приходы, существующие в селе в настоящее время

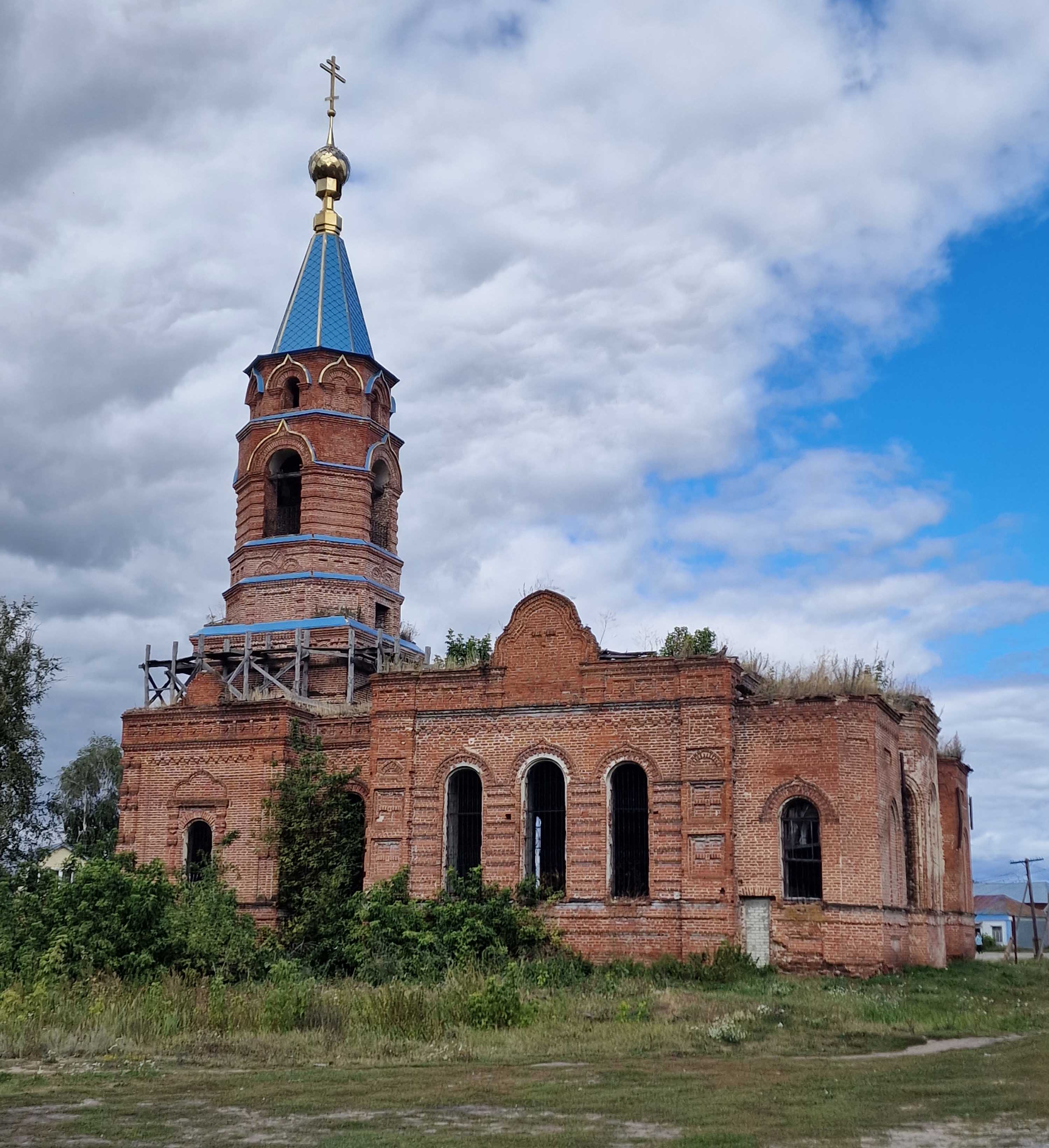
Церковь Успения Пресвятой Богородицы в Поиме

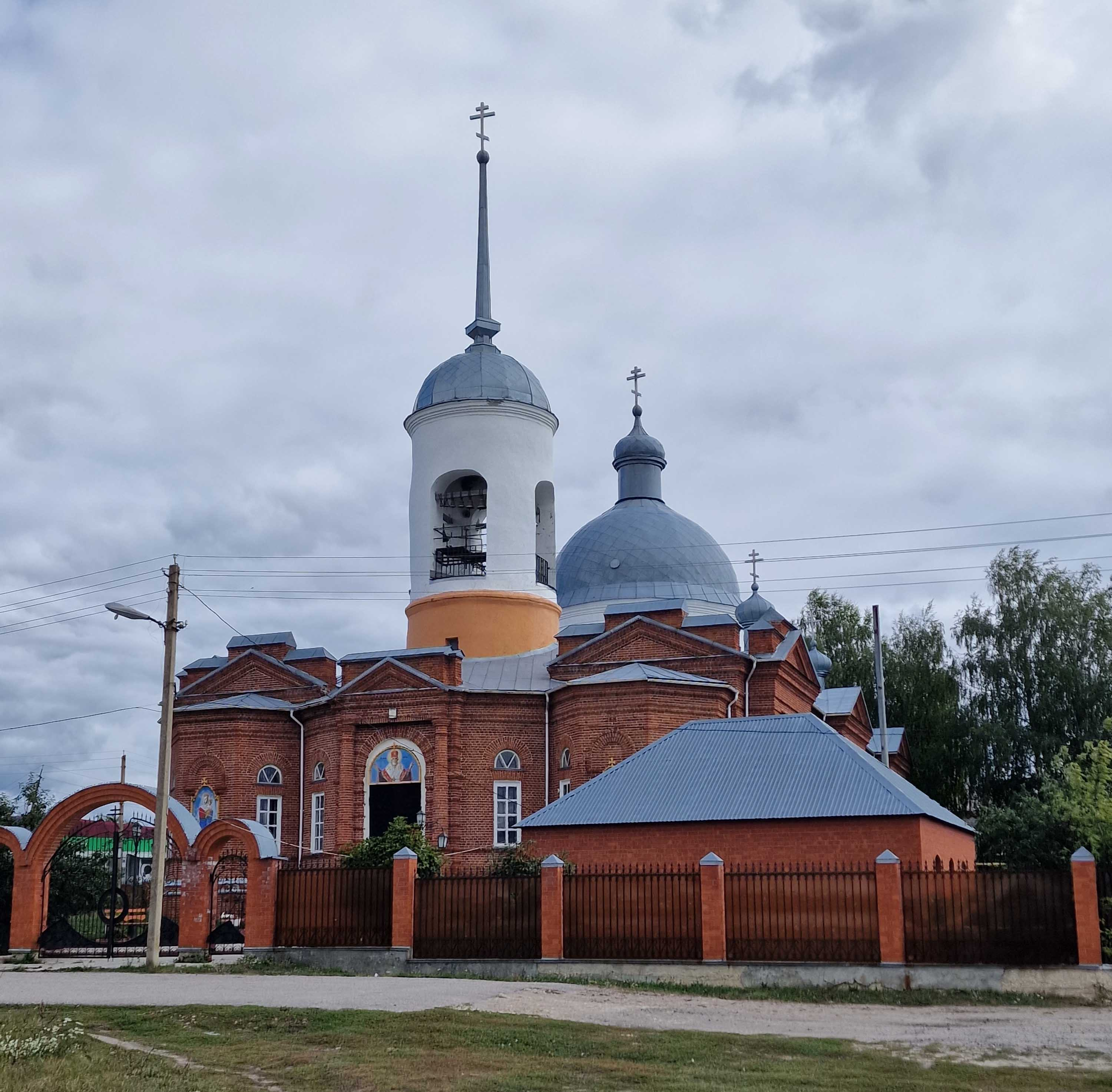
Церковь Николая Чудотворца в Поиме

- Местная религиозная организация православный приход Никольской церкви с.Поим Белинского района Пензенской области Сердобской епархии Русской православной церкви (Московский патриархат)
- Местная религиозная организация православный приход покровской церкви с. Поим Белинского района Пензенской области Сердобской епархии Русской православной церкви (Московский патриархат)
- Местная религиозная организация православный приход церкви успения божией матери с. Поим Белинского района Пензенской области Сердобской епархии Русской православной церкви (Московский патриархат)
- Местная религиозная организация православный приход храма-часовни казанской иконы божией матери с.Поим Белинского района Пензенской области Сердобской епархии Русской православной церкви (Московский патриархат)

Настоятель всех четырех приходов Красевич Юрий Алексеевич (2022 год).

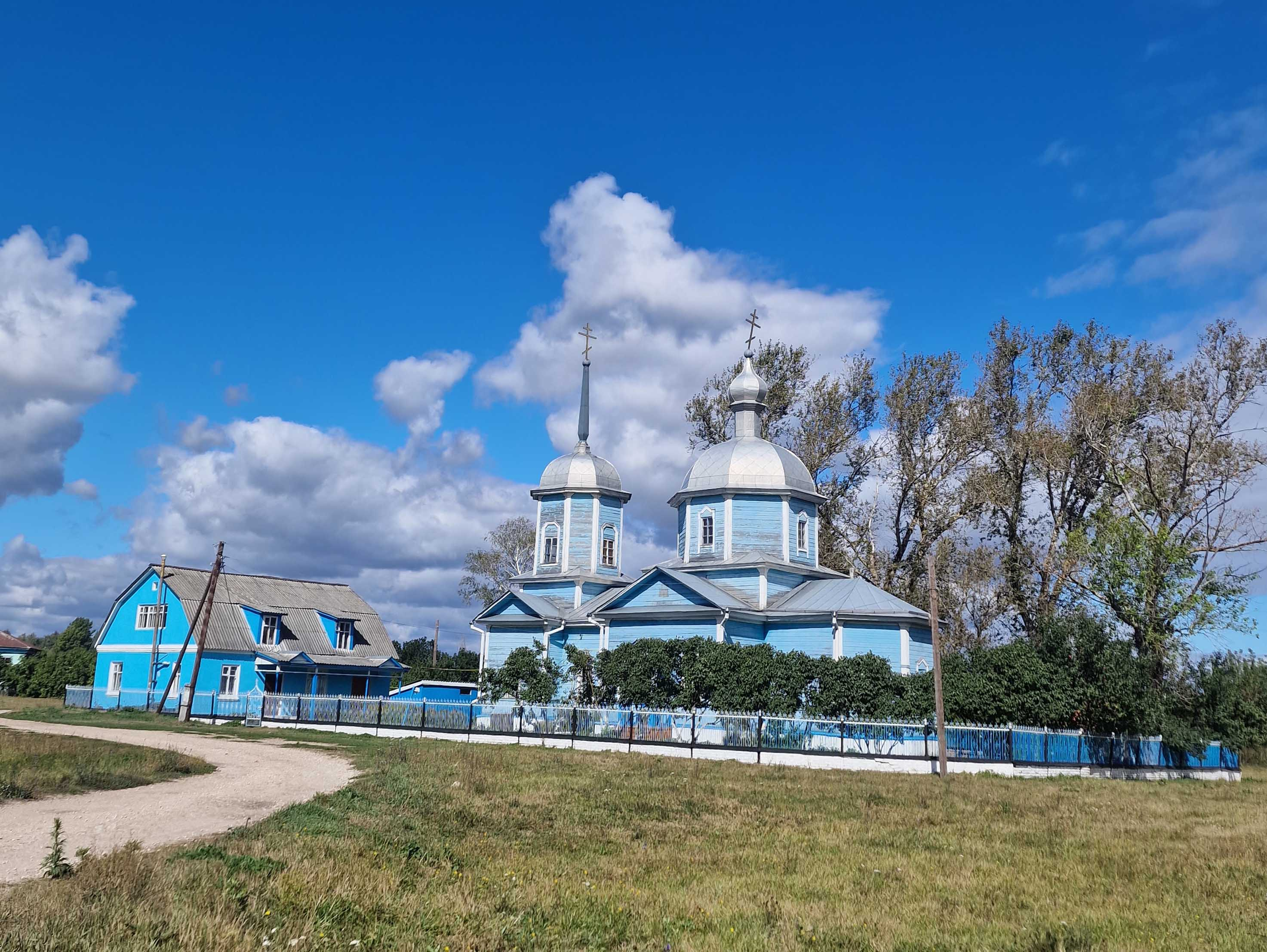
Покровская церковь в Поиме

### Общественная жизнь
Функционирует Местная общественная организация «Общество охотников и рыболовов с. Поим Белинского района Пензенской области».

## Архитектура и достопримечательности. Туризм

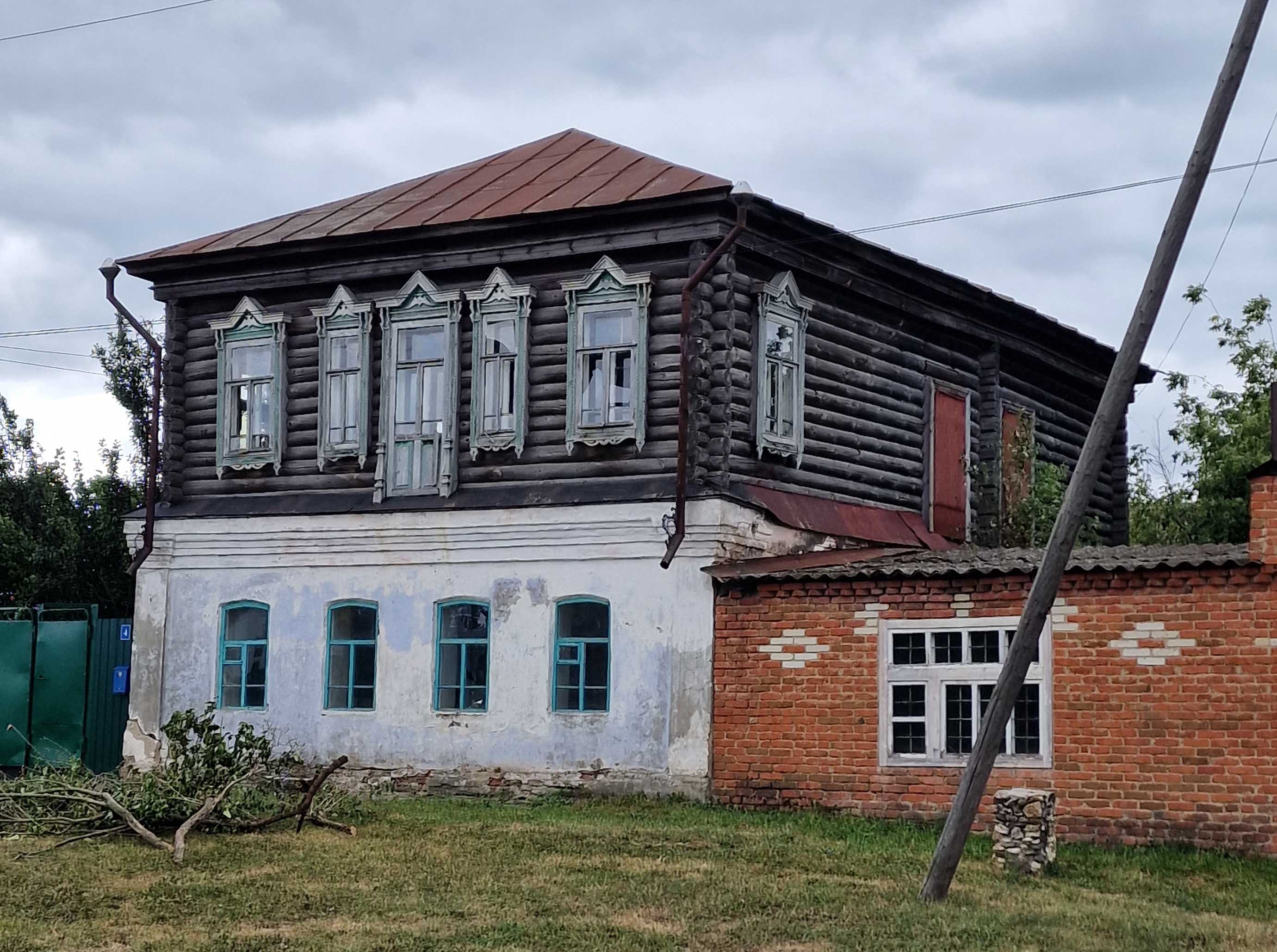
Дом торговца калачами Купряшина

С началом колонизации края переселившиеся в Поим из Нижегородского, Арзамасского, Михайловского и других уездов крестьяне князя А. М. Черкасского принесли свои обычаи, привычки, взгляды на архитектуру и приемы строительства. Дома первопоселенцев строились из дерева, крылись соломой, щепой. К сожалению, эти постройки не дошли до нас.
Наличие большого количества прекрасной строительной глины способствовало возникновению и быстрому росту в селе малых кирпичных заводов. Кирпичные заводы, по всей вероятности, были построены на самых ранних этапах застройки села, так как старейшие постройки были выполнены в кирпичном варианте. Наличие многообразных форм фасонного отделочного кирпича и мастерское его употребление в декоративном убранстве фасадов свидетельствует о том, что в селе работала артель квалифицированных каменщиков. Скорее всего мастера прибыли с запада с представителями Белокриницкой общины староверов. Предположение, что они могли быть приглашены, например, из Пензы, сомнительно, поскольку каменная застройка Пензы второй половины XVIII века обладает менее искусным профессиональным исполнением декора.
Формирование архитектурного образа села обусловлено рядом особенностей исторического, демографического, социального, религиозного развития, имевших место в разные времена.
Исторически ценная застройка села подразделяется на четыре основных типа, каждый из которых имеет свои особенности и стилистические черты.
Жилая застройка, преимущественно каменная, представлена домами купцов Крючкова К. Н., Полякова Г. И., Морозова Н. А., Гашиных, Кутлинских, Мокеевых, Минаевых, Норовых и других.
Дворцовая застройка: комплекс зданий усадьбы графов Шереметевых (дом и контора управляющего).

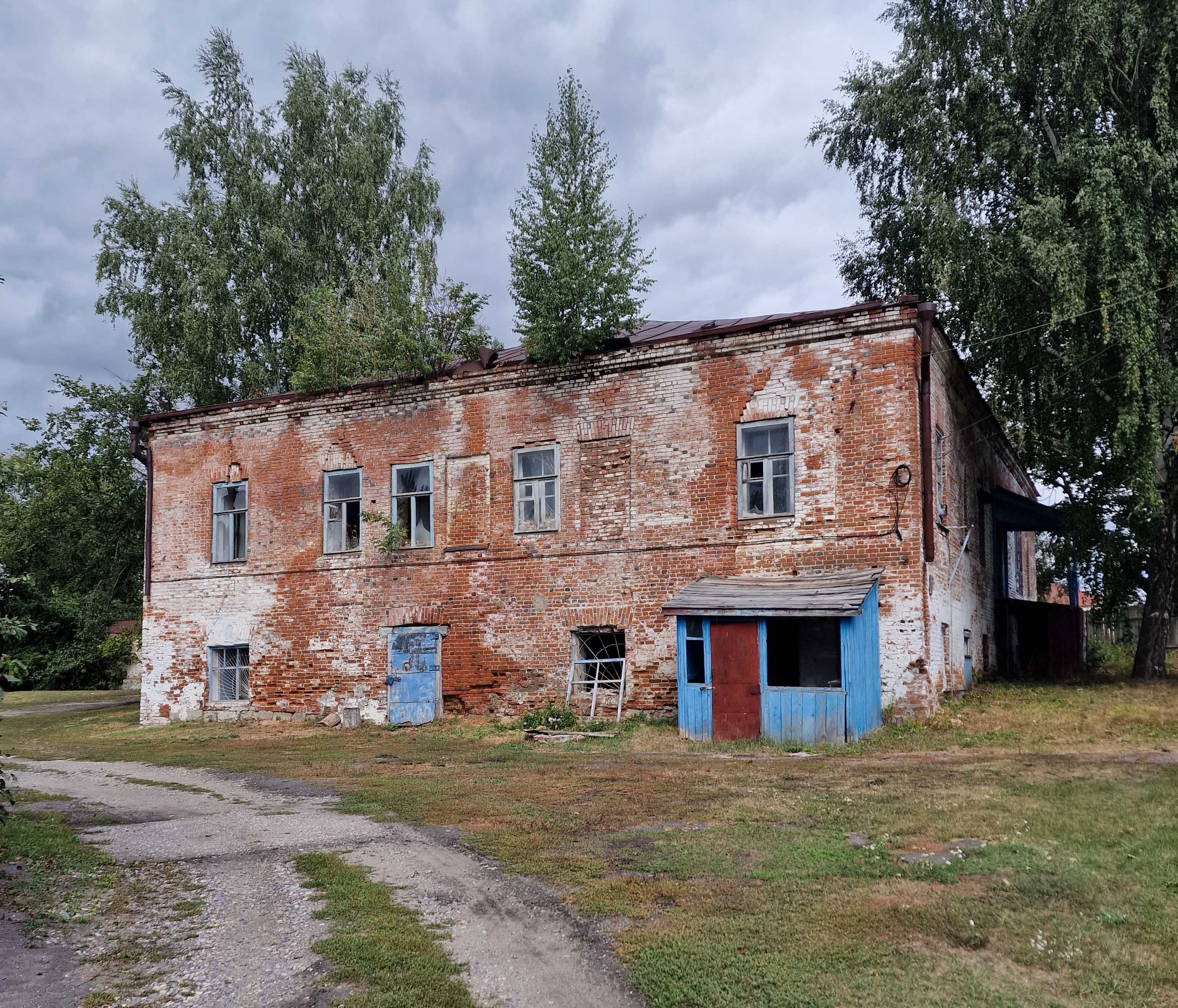
Дом управляющих (приказчиков) усадьбы Шереметьевых

Храмово-культовая застройка: церковь во имя св. Николая Чудотворца (1737 г., церк. название села — Никольское), церковь Николы-чудотворца (1820 г.), Единоверческая церковь Успения Пресвятой Богородицы (1876 г.), кладбищенская часовня (конец XIX в.), деревянная церковь Покрова Пресвятой Богородицы (1903 г.), молельные дома и церковь-часовня староверов.
Коммунально-хозяйственные постройки: магазины, склады.
Хронологически история с. Поим совпадает с рядом ярких архитектурных стилей (барокко — середины XVIII века; классицизм — 1760 — 1840-е годы; стилизаторство, ретроспективизм, эклектика вторая половина XIX — начало XX века). Это обусловило сосредоточение в столь небольшом поселении зданий разнообразных стилистических на-правлений.
Архитектурный ансамбль Поима имеет большую художественную ценность. Его культурно-архитектурная среда на протяжении многих лет вбирала в себя все лучшее, что приносили сюда переселенцы с разных концов России. Многие замечательные образцы русской архитектуры находятся в полуразрушенном состоянии. Восстановление и реконструкция его исторической застройки, его церквей и старинных жилых домов позволили приобщиться к отечественной культуре и сохранить традиции предков. 

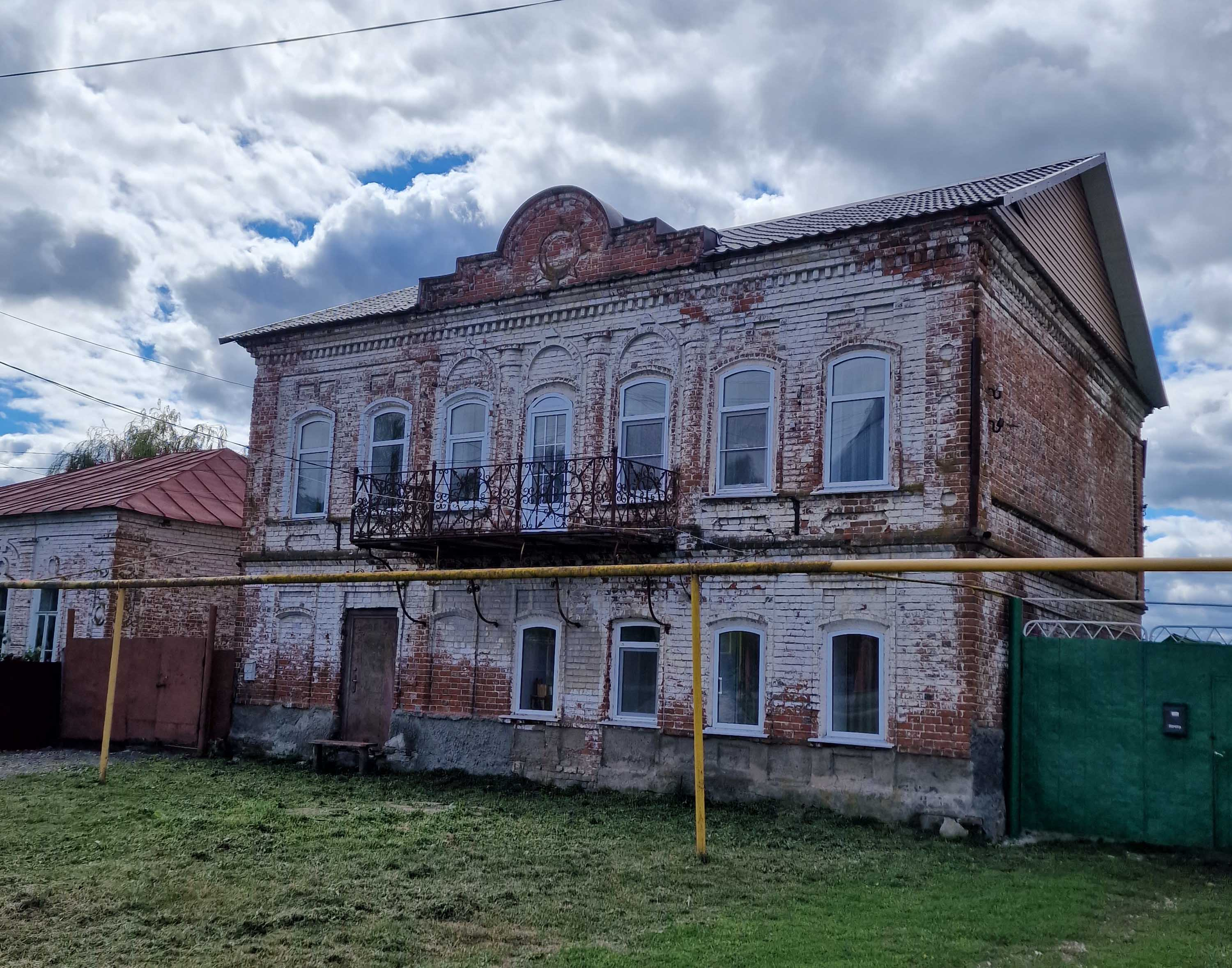
Библиотека читальня имени Великой княгини Елизаветы Федоровны, построена в 1901 году

В настоящее время в Поиме сохранились 26 памятников архитектуры, сотрудники Поимского историко-архитектурного музея составили на них паспорта и ведут настойчивую разъяснительную работу по сохранению и организации восстановительных работ этих памятников.
На сегодняшний день ни один объект Поима не включен в Единый государственный реестр объектов культурного наследия (памятников истории и культуры) народов Российской Федерации.
В 1996 году произведен капитальный ремонт кладбищенской часовни, построенной в XIX веке в стиле эклектики. В 1999 году закончено перекрытие крыши и восстановление куполов Никольского храма, построенного в 1820 году в стиле высокого классицизма.
Нуждаются в обновлении строения бывшей усадьбы графов Шереметевых и жилая каменная застройка с ее уникальным каменным декором.
Основные возможности для туризма:

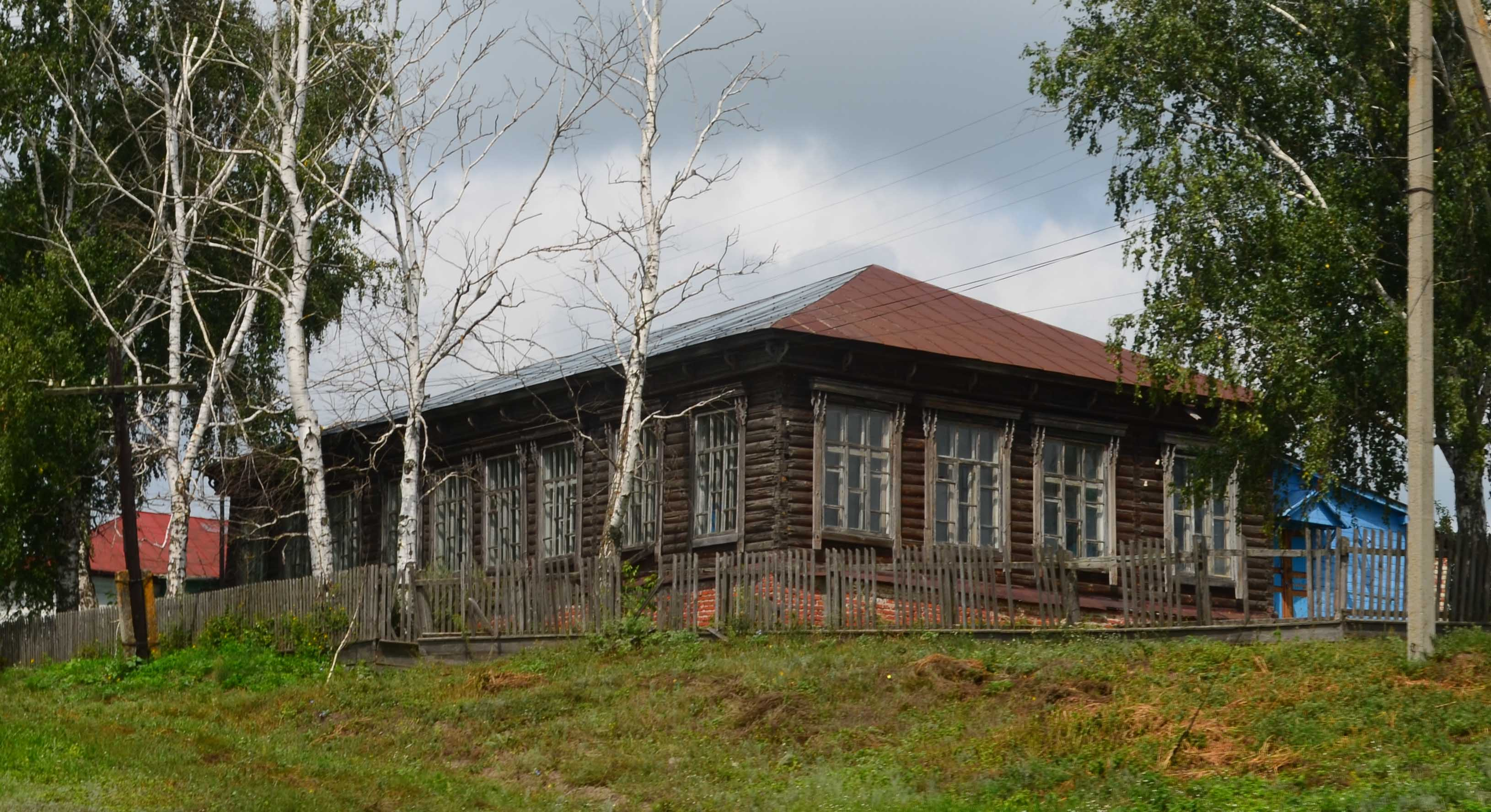
Старая ремесленно-купеческая застройка

- историческое краеведение (развитие музейного дела, история сельской архитектуры),
- сельский и экологический туризм (туры выходного дня из Пензы, Тамбова, Саратова, Белинского, Башмаково и прочих районных центров региона).

## СМИ
Собственных СМИ у Поимского сельского поселения нет (в 1930-1960 гг. выходила газета «Сталинская правда»).
В Белинском районе издается газета «Сельская новь». Ее тематика культурно-просветительская, социально-экономическая и общественно-политическая. В газете временами публикуются материалы о Поиме.

## Известные жители села
Поим — родина Героев Советского Союза Р. М. Сазонова и В. А. Секина, в селе жил Герой Советского Союза П. П. Липачёв, работал Герой Социалистического Труда Я. Я. Ведерников. С Поимом связана большая часть жизни поэтессы, фольклористки А. П. Анисимовой. Здесь родился художник М. М. Берингов и жил композитор И. П. Пономарьков.

## Поим в искусстве. Известные люди о Поиме

### Барон Август фон Гакстгаузен(1792-1866), экономист, писатель по аграрным вопросам, исследователь России и Кавказа
Мы проезжали через большое село Шереметева Поим с 2300 мужских душ. В селе целые улицы отличных домов, между ними большие каменные дома с колоннами и балконами, крытые железом. Тут значительная торговля скотом и салом. Граф Шереметев, самый богатый помещик России, особенно гордится богатством своих крепостных крестьян и действительно он владеет многими крестьянами- миллионерами— книга «Исследование внутренних отношений народной жизни и в особенности сельских учреждений России», Москва, 1870 год)

### ПоэтА.И. Карасев
Не проедешь, друг мой, мимо,

Не пройдешь путем иным —

Далеко ты от Поима,

Да запросишься в Поим!
А дорога-по над Поимой

А тропинка через ров,

Встретят за рекой спокойной

Десять тысяч мастеров.
С звонкой окающей речью,

С заревым пыланьем лиц 

Выйдут в фартуках навстречу

Десять тысяч мастериц.
Ты в пути устал, быть может, — 

Крепкой браги поднесут,

Хлеб да соль тебе предложат,

Но не в этом дела суть.
Потолкуй с людьми немножко,

Оцени их честный труд — 

Сапоги, полусапожки

По фасону подберут.
Ну а если же узнают — 

В гости будешь в декабре.

Шерсть первейшую скатают —

Будут валенки тебе!
— «Поим» (1961 г.)

### А.И. Самойленко, поимский историк-краевед
О каждом периоде жизни общества (в данном случае — нашего села) следует судить по тем нравственным вершинам, которыми оно жило. Все, что сделано предыдущими поколениями поимцев, впечатляюще. Но наступило иное время, пришла другая власть, власть рабочих и крестьян. К сожалению, и к всеобщему нашему несчастью, начался планомерный отрыв государства от тех его духовных корней, которыми оно доселе держалось и питалось: от религии, от нравственности и от национально-патриотического чувства. Начались погромы церквей и их разорение, служителей церквей отправляли в Сибирь, расстреливали».

### А.П. Анисимова, собирательница фольклора и сказительница
Какие были дремучие леса вокруг Поима, вам теперь и представить себе невозможно. Восемьдесят лет, как я себя помню, много лесу и при моих глазах не стало. Через эти леса большая дорога проходила. На Чембарской дороге есть место Нечайка, там теперь мост через овраг и с обеих сторон отлогий спуск сделан. А то — овраг отвесной стеной стоял. Опасное место было для проезжающих, не чаялись, когда проедут, оттого Нечайкой и назвали. Проедут это место, подъезжают к Поиму, а тут и того страшнее — того гляди разбойники поймают под Куранской горой или у Качетверти. Народ в этих местах жил сосланный, как все равно в Сибирь ссылали сюда отчаянных людей. И было дело — разбойничали. Такой был страх, кто живой проедет, молебны после служили. Страшное место для проезжающих было.— история Е.Ф. Соколова, 86 лет, записано в 1945 году

### В.К. Бочкарев, губернатор Пензенской области в 1998-2015 гг.
«Село Поим Пензенской области — необычно по своему названию и своей истории. Таких сел в России, соединивших в своей судьбе высокородных Шереметевых, российское старообрядчество, калейдоскоп различных ремесел и промыслов, множественные грани сельской культуры российской глубинки, убежден немного. Поим очаровывает всякого, — живущего здесь и приехавшего на короткое время, своим неповторимым архитектурным обликом, увековечившим индивидуальный стиль жизни купца и торговца, ремесленника и учителя, землепашца и священника. Поим никого не оставляет равнодушным к собственной истории и зовет к ее познанию».